# 天津租界
天津租界，是1860年至1945年期间，英国、法国、美国、德国、意大利、俄国、日本、奥匈帝国和比利时等国通过签订条约和协议在中國天津老城东南方向海河两岸相继设立的租借地，拥有行政自治权和治外法权。因先后有9個国家在天津划定租界，因此又称九国租界。
1860年，英国首先在天津设立租界。相對的，天津也是中国最早收回租界的城市之一。1943年1月11日，美国和英国分别与中華民國签署《中美新约》、《中英新约》，自愿放弃在中国的特权，廢除了自清朝以來各種不平等條約。治外法權廢除後，中國司法權才完全獨立，因此中華民國政府定1月11日為「司法節」。1945年，中华民国國民政府在对日战争胜利后，正式收回天津的最后两个租界——英租界和法租界，标志着天津租界历史的结束，而天津英租界是九国租界中存在时间最长的租界，租借期間长达85年。
天津租界开辟之后，租界的建设对天津的城市建设起到了促进和示范的作用，西方文化对天津各个方面的影响不断渗透。西洋文化的涌入和租界建筑的建设打破了天津原有的中国北方传统建筑城市风貌，租界文化还通过与教会有关的教育、报刊杂志等影响着天津人的文化生活。由租界教会创办的学校、医院、报刊和杂志，代表着不同国籍、不同政治利益，某种程度上也意味着文化殖民。但是它们同时又代表着不同的文化，呈现出多元性、多样性的特点，客观上促进了天津文化的多元融合与发展，在近代天津迈向现代大都会的初期，发挥了重要的作用。
天津租界不仅是西方文化与中国传统及地域文化的交汇载体，也是天津多元文化的重要组成部分。它曾作为近代中国北方最为繁华的“徽辅首邑”，见证了天津的近代繁荣与辉煌。许多具有各国风格的租界建筑在中国接收后得以保存，使天津老城部分区域至今仍保留着百年前的独特风貌。

## 各国租界概况

### 英租界（1860年－1945年）

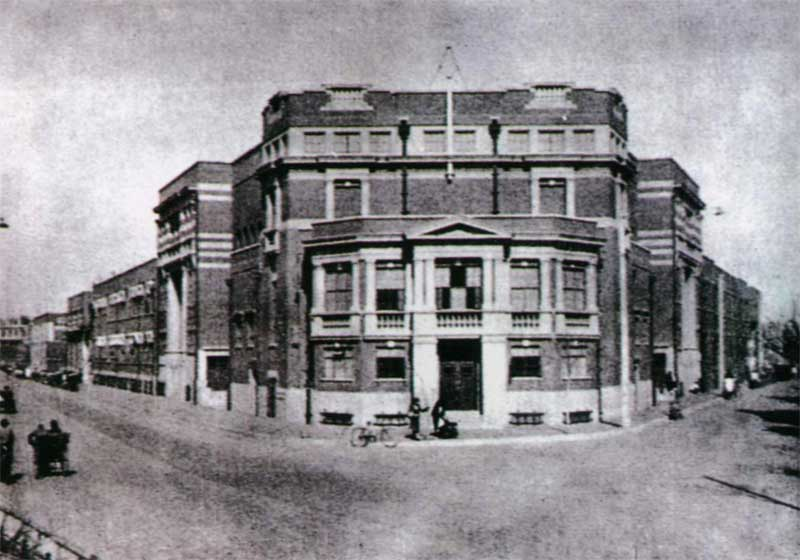
1927年创办于天津英租界的耀华学校

英国租界在天津存在的时间是1860年至1945年，是天津九国租界中存在时间最长、最为繁荣的租界。1860年12月17日英租界开辟，初期面积约460亩。位置在海河西岸，紫竹林村一带。后来不断扩展，形成东临海河，北面沿宝土徒道（现营口道）与天津法租界毗邻，西到海光寺大道（现西康路），南沿马场道到佟楼。1897年3月31日，天津英租界向西扩展到墙子河，扩充界有1,630亩。1902年10月23日，面积131亩的天津美租界并入，成为天津英租界的南扩充界。1903年1月14日，天津英租界再度向墙子河以西扩展了3,928亩，称为推广界。天津英租界为天津最重要的金融贸易区和高级住宅区，东部邻近海河的维多利亚道是一条著名的金融街，集中了汇丰银行、花旗银行、华俄道胜银行、横滨正金银行和金城银行等中外各大银行，以及怡和洋行和太古洋行等洋行；西部的推广界部分，在20世纪初形成天津最大的一片高级住宅区，今日通称为“五大道”。在民国初期，曾有大批前清遗老和下野政客定居天津英租界及其他租界，使得天津租界成为政商名流的寓居地。

### 美租界（1860年－1902年）

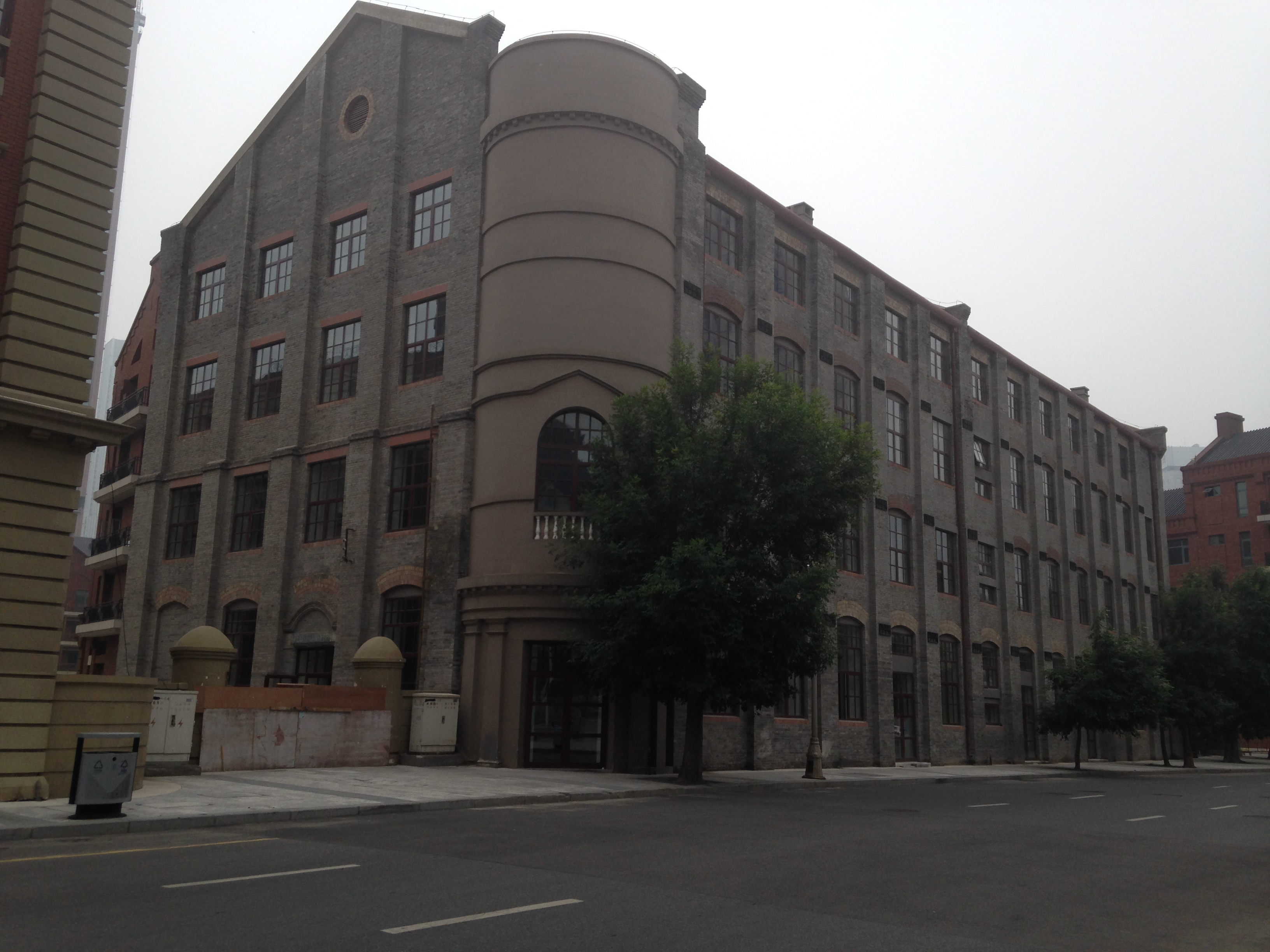
原天津美国兵营

美国租界在天津存在的时间是1860年至1902年。1860年，美国也在英租界南面相邻處设立一个租界。但美租界刚刚划定不久，美国国内爆发了南北战争，因此美租界一直无法获得政府的批准亦没有得到有效管理。1880年，美国领事以日后有权恢复行政管理为前提，提出归还租界，并由津海关道代管，津海关道郑藻如回复要求美国应就放弃租界后如何管理租界与津海关道进行磋商，以便美国愿意重新接管租界时不致产生纠纷。此次磋商无实际结果后，美租界处于无人管理的状态，德国人开始在此聚居。津海关道遂建议德国接管美租界，遭到美国领事抗议而作罢。1896年，美国再次声明放弃租界管理权。1900年，庚子事变，八国联军入侵天津后，美国再次声明放弃天津美租界，并希望成立公共租界。1902年，美租界私自将租界有条件转让英租界，和英租界合并。1902年10月23日，津海关道黄花农发出布告正式承认美租界归入英租界，天津英租界工部局也以这一天作为其合并美租界的正式日期。由于美国人对美租界行使行政管辖权的时间十分短暂，因此直至其并入英租界都是鲜为人知的。

### 法租界（1861年－1945年）

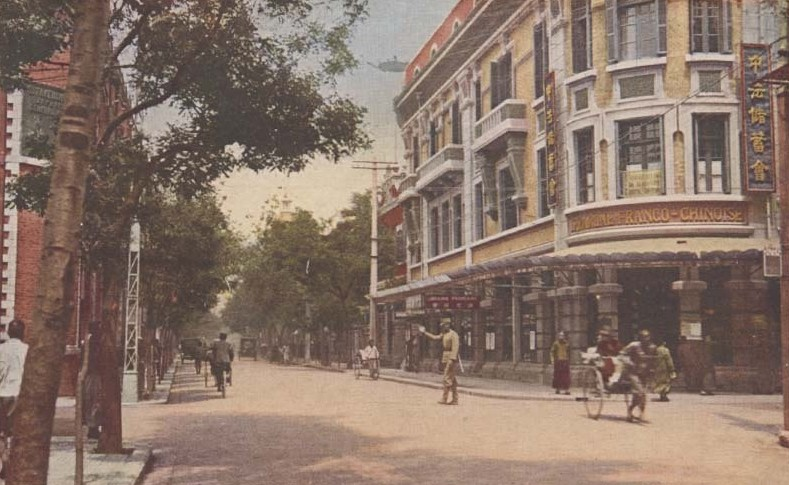
1920年代天津法租界街景

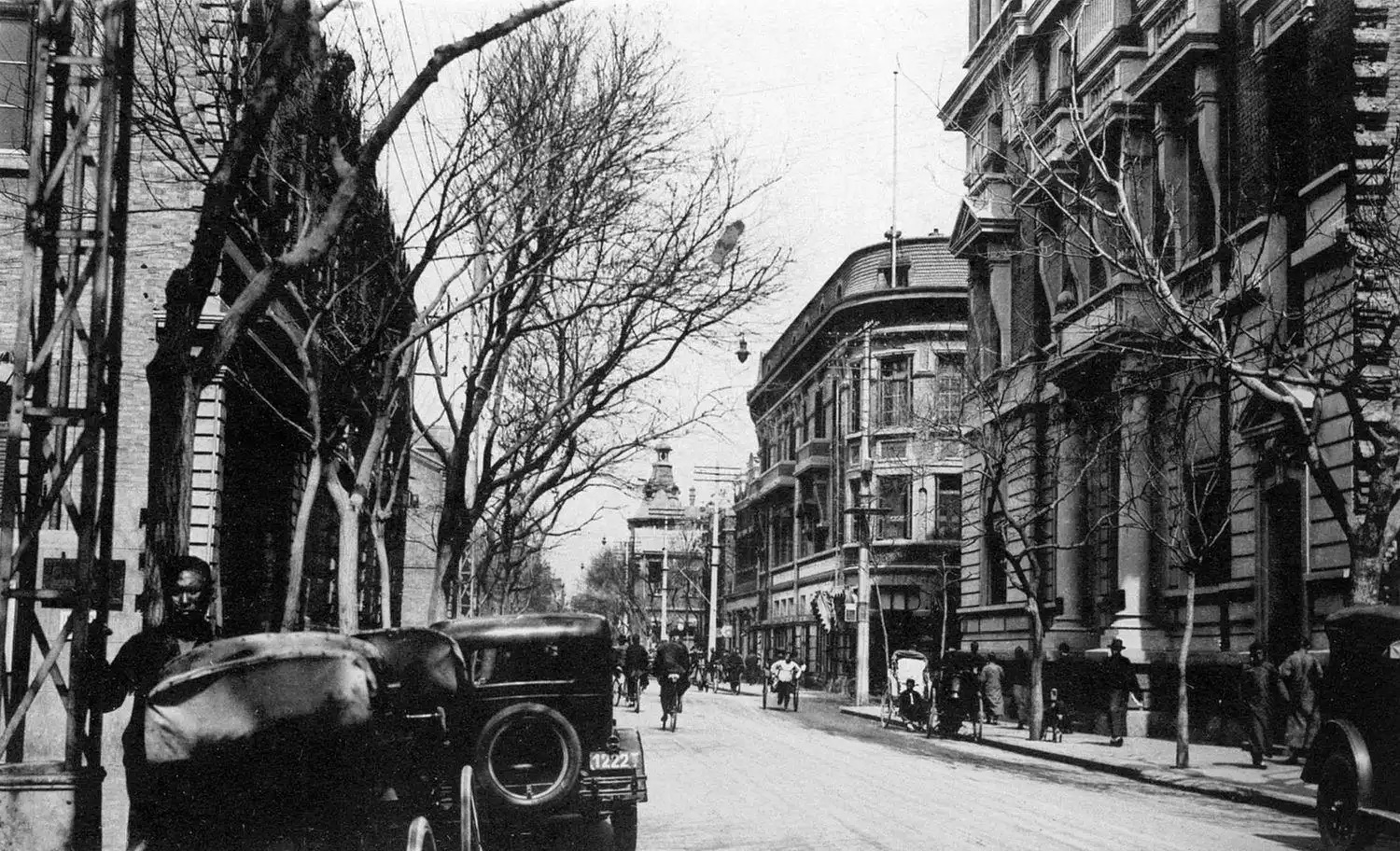
1930年代天津法租界街景

法国租界在天津存在的时间是1861年至1945年。1861年6月2日，法蘭西第二帝国政府和清政府签定《天津紫竹林法国租界地条款》，划定法国租界，在英租界北邻确定了位置，面积为439亩。开辟初期的天津法租界并不兴盛，租界内甚至没有任何法国机构，只有一个供英美侨民使用的宗教建筑合众会堂，法国在天津的主要活动就是位于三岔河口的望海楼天主堂，连法国驻天津领事馆都设在临近的宫北大街。1870年6月，天津教案发生后，外国侨民纷纷移居至租界内，促使天津英租界首先得到开发经营。由于法蘭西第二帝国在普法战争中失败，国力不振，致使天津法租界在开辟早期的相当长的一段时间内没有大的发展。
1880年代，天津法租界开始着手进行市政建设。到20世纪初，由于海河航道得到疏浚，挖出的泥沙用于填平租界西部新拓展区的沼泽，在中国北方传教的天主教会各大修会的账房以及英、法和比利时等国房地产公司纷纷在法租界内造房出租，带动了法租界的发展。同时，由于天津老城遭到兵变的破坏，大批商户由华界迁入，使法租界迅速发展并繁华起来，逐渐取代了天津老城，成为天津最繁盛的商业中心，并在杜总领事路与福煦将军路十字路口陆续建成天津劝业场等众多商业设施。

### 德租界（1895年－1917年）

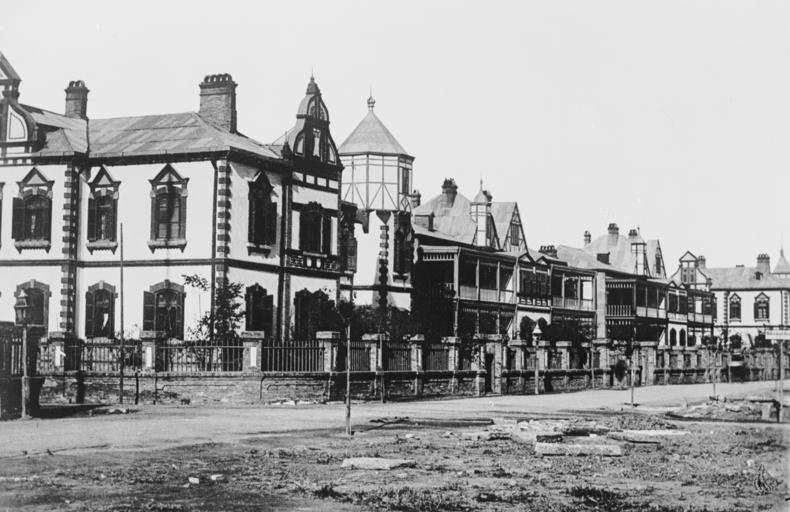
天津德租界威廉街

德国租界在天津存在的时间是1895年至1917年。1895年，德国驻华公使绅柯向清廷总理衙门提出照会，借口德国在中日甲午战争中“迫日还辽”有“功”，向清政府索取租界，要求享受与英法等国同等特殊待遇。清政府授意津海关道盛宣怀同驻津德国领事商谈划定租界的相关事宜。同年10月30日，津海关道盛宣怀、天津道李岷琛与德国领事司艮德签订《天津条约港租界协定》，划定天津德租界范围：东临海河，北接原来的美租界，西至大沽路东，南界小刘庄，面积为1,034亩。
由于德租界于1976年唐山大地震中受灾严重，故租界内的建筑物大多消失。

### 日租界（1898年－1943年）

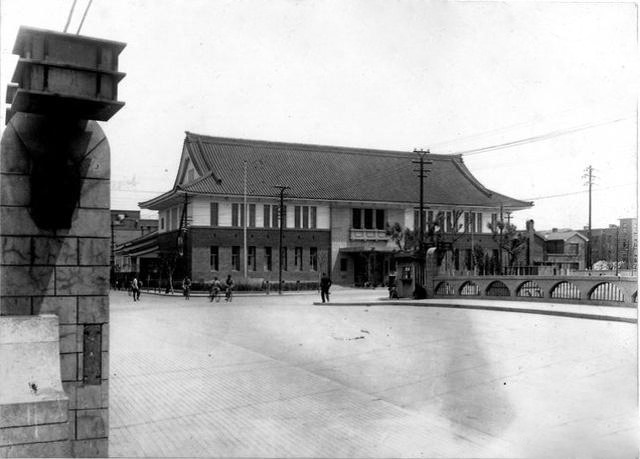
天津日租界武德殿

日本租界在天津存在的时间是1898年至1943年。1898年8月29日，根据《中日通商行船条约》，清政府和日本政府签订《天津日本租界协议书及附属议定书》，划定日本租界，位于老天津老城东南，但没有立即进行开发。1903年日租界正式成立时，又进行了扩展，共有2150亩。东临海河，东南沿秋山道（今锦州道）与法租界相连，南抵墙子河（现南京路），西至南门外大街，北起东南角闸口沿旭街（今和平路）两侧到福岛街（现多伦道）折向西。天津日租界的所在地域，原是位于天津城东南方的一片沼泽地，在华界与英法租界之间，地理位置较好但开发难度较大。因此，1860年代英法在天津开辟租界时，避开了这一区域。1903年以后，天津日租界内进行了大规模的填筑工程。由于日租界位于英法租界与华界之间，交通便利、区位优越，不久便发展成天津的娱乐商业区。此外，由于日租界当局允许在租界地吸毒，使得毒品行业合法化，因此当时在天津日租界成为烟馆和妓院云集的地方，曾引起国际舆论的关注。

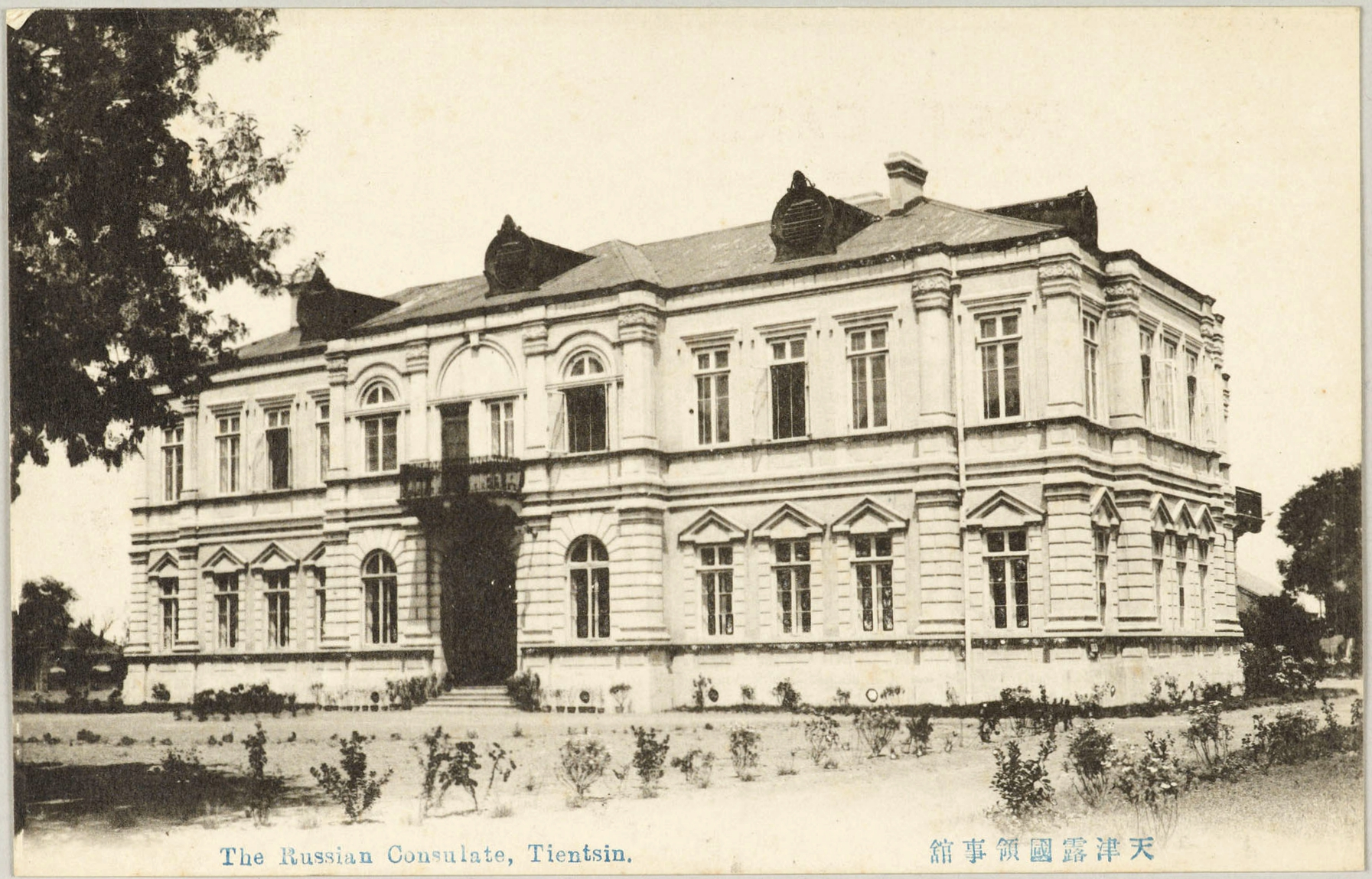
位于天津俄租界的原俄国驻天津领事馆

### 俄租界（1900年－1924年）
俄国租界在天津存在的时间是1900年至1924年。1900年庚子事变后，天津河间道张莲芬、直隶后补道钱鑅与俄国驻津领事珀珮于同年12月30日签订了《天津租界条款》，正式划定俄租界。俄罗斯帝国划定租界时占据老龙头火车站，引起了英国的不满，后来英俄两国在俄国首都彼得堡谈判，在德美两国居间调停下达成共识，俄国老龙头车站及通往车站的大道归还中国，因此俄国租界分成东西两块地区。俄租界西区位于海河北岸，西南毗邻意租界，东至车站西侧，北至津山铁路；东区从海河转弯处向南，西临海河与英、法和德租界隔海河遥对，东至津山铁路，南迄大直沽（今十五经路）。东西两区共占地5,971亩，面积超过当时的天津英租界，居天津各国租界之首。天津俄租界在当时是南方各省所产茶砖的集散地和被其他外国人用于建货栈和储油罐的地点。

### 意租界（1902年－1943年）

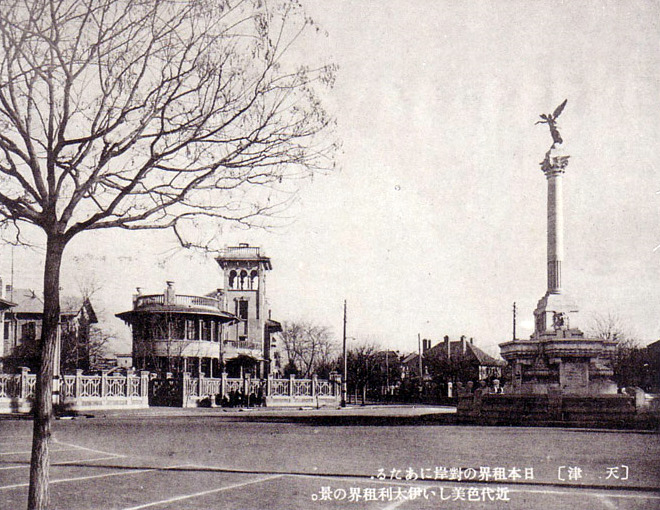
意租界马可波罗广场

意大利租界在天津存在的时间是1902年至1945年。1902年6月7日，津海关道唐绍仪与新任意大利驻华公使嗄里纳签订了《天津意国租界章程合同》，划定了意国租界的范围。天津意租界南临海河，北到津山铁路紧邻老龙头火车站，介于奥租界与俄租界之间，与市中心的法租界和日租界隔河相望，面积771亩。天津意租界是意大利王國在境外兩處租界中的其中一處（另一個在上海公共租界內），亦是亚洲唯一一处具有意大利风格的大型建筑群。梁启超、曹禺等曾寓居于意租界内。1918年協約國干涉俄國內戰時作為協約一員的意大利軍隊是以天津意租界作總部。在國民革命軍北伐一個月前的1927年6月，原奧租界地區併入天津意租界。1937年平津戰役時有大量中國難民及有錢人逃入天津意租界避難，因為意大利和日本的同盟日軍沒有佔天津意租界、對待意租界也比較友好。因為日軍佔領天津地區後因為大量難民擁入外國天津租界，包括意租界，再加上意大利是日本盟友的身份，比起英法兩國更加自由地運輸，所以在1939年天津意租界得到前所未有的繁榮。

### 奥租界（1902年－1917年）

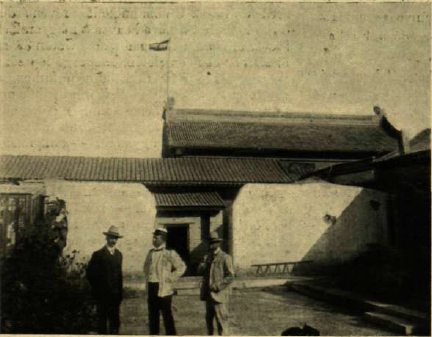
奥匈帝国海军司令雨果·冯·阿柯特在天津

奥匈帝国租界在天津存在的时间是1902年至1917年，是天津九国租界中和德國一樣，是存在时间最短的租界。1900年八国联军占领天津时，德国军队占领了天津城东海河东浮桥对岸的一片市区，德国部队调防北京时，改由奥匈帝国军队驻守。当俄国、意大利和比利时陆续在天津开辟租界后，奥匈帝国也要求援例设立专管租界，得到清政府的允许。1902年，津海关道唐绍仪与与奥匈帝国驻天津署理领事贝瑙尔订立了《天津奥国租界章程合同》。1914年，第一次世界大战爆发后，中国北洋政府参加了协约国集团。1917年8月14日，中国对德奥正式宣战并宣布收回奥租界。同日，中国军警进驻奥租界。9月1日，北洋政府与协约国达成协议，同意中国政府收回奥匈帝国在华租界。奧匈帝國在一戰戰败解體，1919年9月10日，协约国与奥地利在巴黎附近的圣日耳曼宫签订了《圣日耳曼条约》，其中第116条确认了中国收回奥租界的正当权益。
在國民革命軍北伐一個月前的1927年6月，原奧租界地區併入天津意租界。

### 比租界（1902年－1931年）

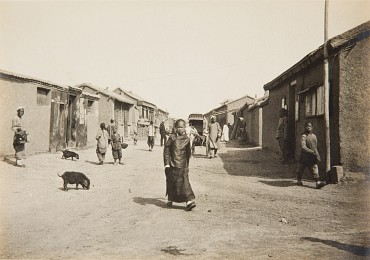
1907年时的天津比利时租界

比利时租界在天津存在的时间是1902年至1931年。1900年庚子事变，八国联军入侵时，比利时并没有派兵参战，但是在11月17日，比利时驻天津领事梅禄德向天津领事团宣布，他奉比利时驻华公使之命，占领海河东岸俄国占领区以下长1公里的地段。1902年2月6日，清政府授意天津道台张莲芬与比利时驻天津代理领事嘎德斯签定《天津比国租界合同》，位置在俄租界以南，海河与大直沽村之间，直到小孙庄，面积740亩，占据了大直沽村约一半的土地。同时，还规定，如果日后比租界商务兴旺，可以开辟由比租界到京山铁路的通道，作为比租界的预备租界不得卖与别国。虽然比利时商人在天津大量兴办工业与交通运输业，但大多不愿意地前往比租界。而天津比租界当局曾先后于1915年、1916年和1921年借老西开事件、海河加宽等事由借机企图扩张区域，但均因中国居民的强烈反对和抵制而作罢。

## 租界的空间演变

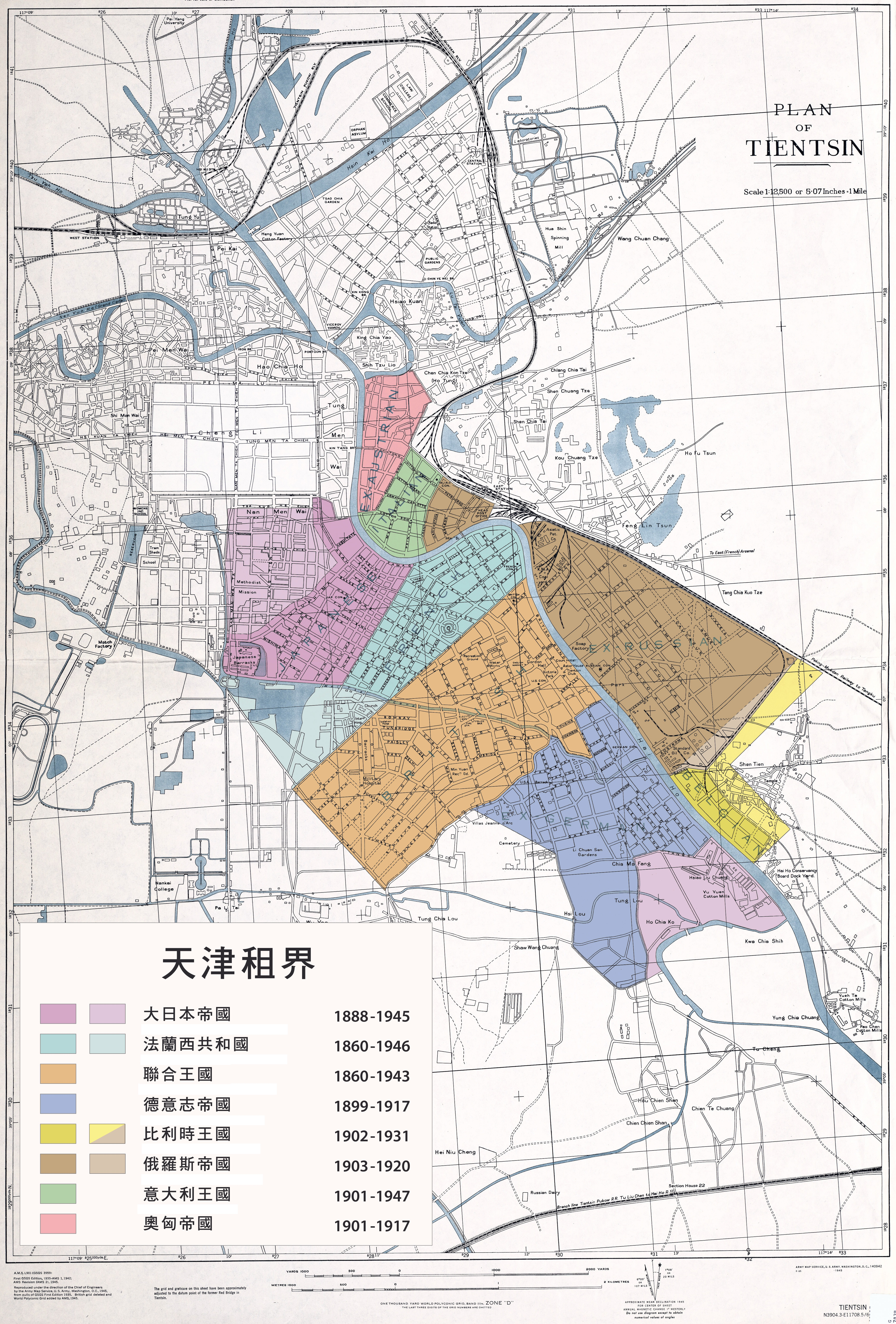
天津租界的地图，用不同顏色分別顯示了當時各國租界的範圍。

### 签约与划定
天津租界的划定大致分为三个阶段：1860年第二次鸦片战争之后，英、美、法三国率先协迫清政府，划天津城南紫竹林一带为租界；1894年中日甲午战争之后，德、日两国也要求与其他国家同等待遇，在天津划地设立租界；1900年八国联军入侵天津之后，俄、意、奥三国则以其占领之地区划为租界，比利时未出兵参战，但乘机占据了一块土地辟为租界。
第二次鸦片战争的后期，英法联军攻占天津，兵临北京城下。1860年10月24日，清政府被迫与英国签订了《北京条约》作为《天津条约》开辟通商口岸等的续增条约。条约第四款规定：“续增条约画押之日，大清大皇帝允以天津郡城海口作为通商之埠，凡有英民人等至此居住贸易，均照经准各条所开各口章程，比例划一无别。”在这一城下之盟中，天津被增列为通商口岸，该条约虽未规定设立租界，但成为日后英国在天津强划租界的依据。
1860年12月4日，英国驻华公使卜鲁斯向恭亲王奕䜣递交照会，写道“意将津地一区，代国永租”，作为领事官署和商民的住房及栈房之用。随后，他又照会直隶总督恒福，转饬天津地方官府，要求在天津划出英租界。12月17日，清政府允许了英国公使卜鲁斯设立英租界的要求，是西方国家在天津设立的第一个租界——天津英租界。

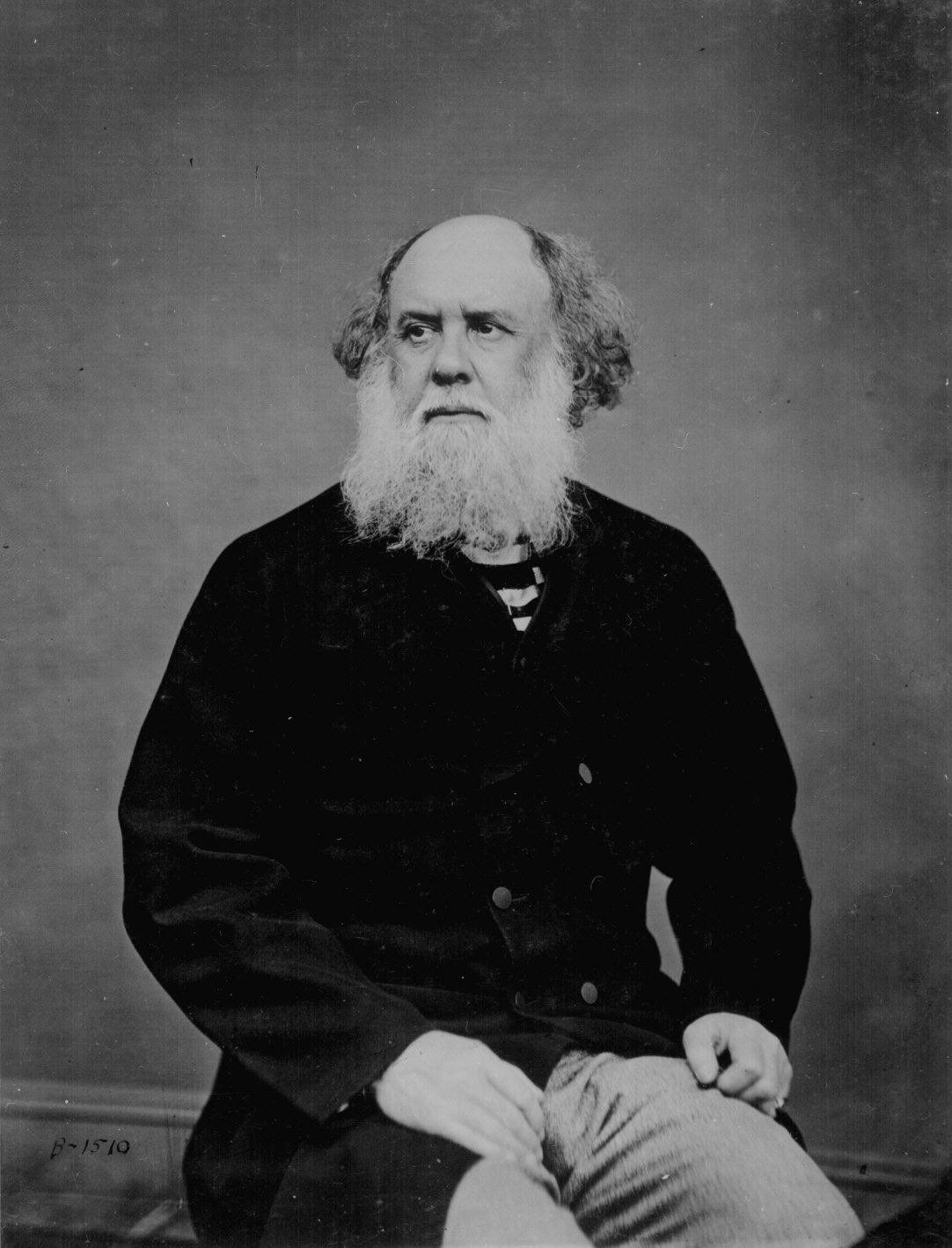
要求设立天津英租界的英国驻华公使卜鲁斯

1861年春天，法国参赞哥士耆赶往天津实地勘察界定天津法租界的界址。6月2日，三口通商大臣崇厚与其订立《天津紫竹林法国租地条款》。天津法租界位于天津城南的紫竹林一带，南接英租界，西近海大道，东和北两面傍海河，面积为439亩。
清政府为了显示不歧视美国驻天津领事，在1862年或稍后，也有意让美国在天津建立一个专管租界，发给美国领事一份租契。然而，美国驻华公使蒲安臣极力反对租界制度，且当时来华美国商人屈指可数，因此美国在若干年后才对该地作了短暂的行政管理。
1895年，原先在中国尚未辟有租界的德国也开始动作。在辽东半岛尚未交还中国之时，德国驻华公使绅珂根据本国政府的指令，向总理衙门提交照会，要求在天津开辟专管租界，以扩展德国在当地的商务。同时，德国外交大臣也向中国驻德国公使许景澄提交“租界节略”，其中声称，“中国通商口岸之友英国租界，或间有法国租界，已多年矣”。“在中国之德商，因无本国租界，未免散居在他国租界内，几作英法寓客，所以德国商务相涉诸人，日夕盼自有本国租界也”。因此，德国“应在相宜口岸商划租界”。清政府随即迅速同意了德国划分租界的要求。在天津，由直隶总督王文韶饬派的天津道任之骅和津海关道李岷琛与德国驻天津领事司艮德于同年10月30日签订《天津租界合同》（《天津条约港租界协定》）。根据合同规定，天津德租界东临海河，北接原来的美租界，西至大沽路东，南接小刘庄，面积为1034亩。

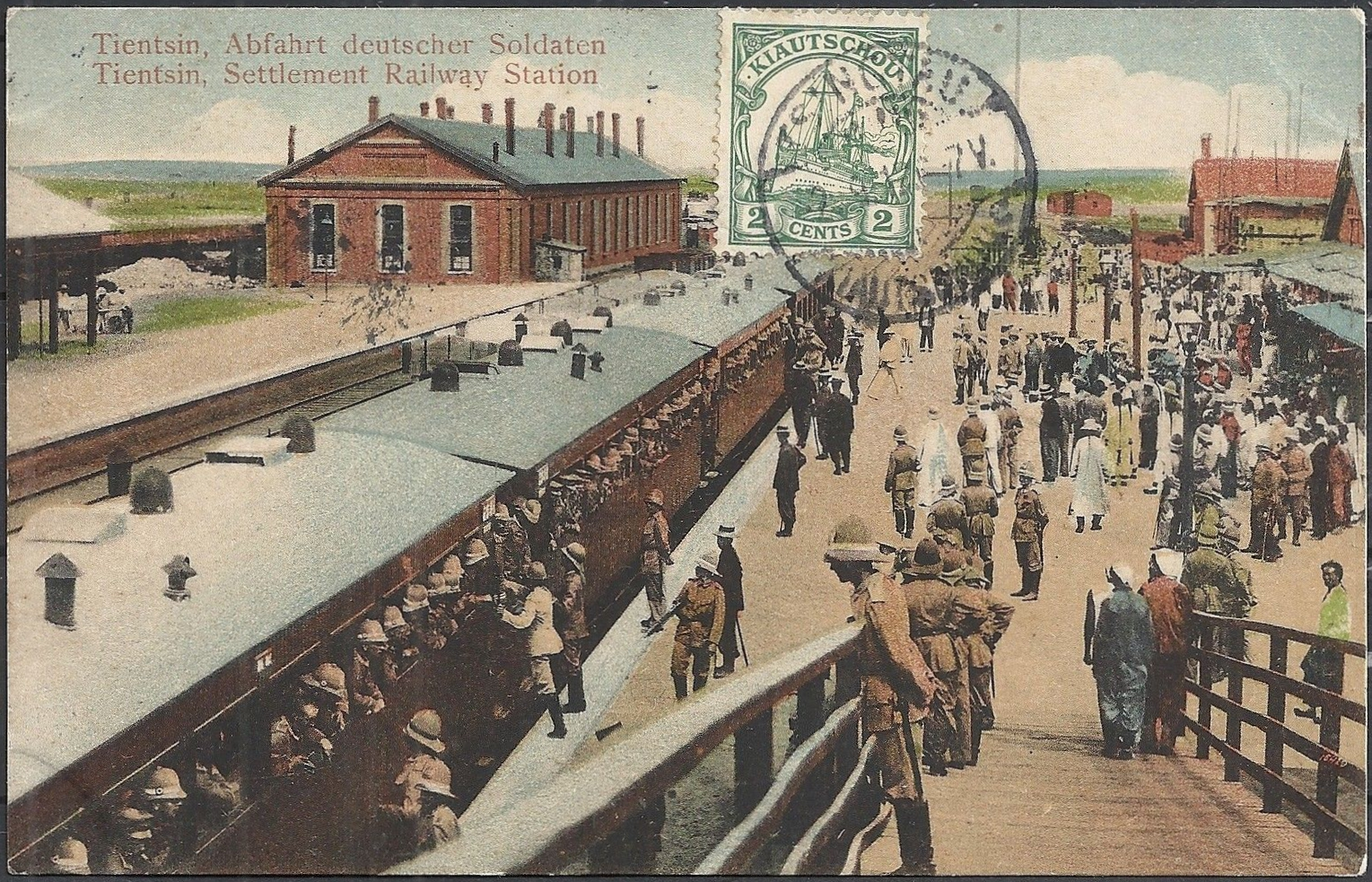
庚子事变期间，老龙头车站内停靠的运送德国军队的列车

1900年6月，大批俄军进入天津地区，在紫竹林租界内与义和团及清军激战。6月17日起，俄军、义和团与清军为争夺海河北岸的天津老龙头火车站而的血战升级。7月下旬，八国联军占领天津后，俄军就抢占包括老龙头火车站在内与紫竹林租界隔海河相望的大片土地。接着俄国军队曾在天津车站附近抵抗义和团及中国军队的攻击，保卫了外国的租界，并因而作出了牺牲。因此，俄国政府对海河对岸老龙头火车站以及向海河下游越两英里的一片土地保留绝对的主权。此事，赶到北京来与列强议和的李鸿章正在继续推行联络俄国的方针。在格尔思正式提出开辟天津俄租界的要求后，李鸿章就奏请朝廷允许俄国的要求：“臣查各国在天津均有租界，俄商独无，论理本觉偏枯。今既来就范围，以礼乞请，自应允许，使彼心向我益坚”。
1906年10月19日，总署大臣敬信等便与林董订立《公立文凭》4款。其中第一款规定，在中国添设的通商口岸中，“专为日本商民妥定租界，其管理道路以及稽查地面之权，专属该国领事”第3款，日本允许中国酌量向机器制造的货物抽税，以换取中国允许日本在天津等处设立专管租界。

### 兼并与扩张

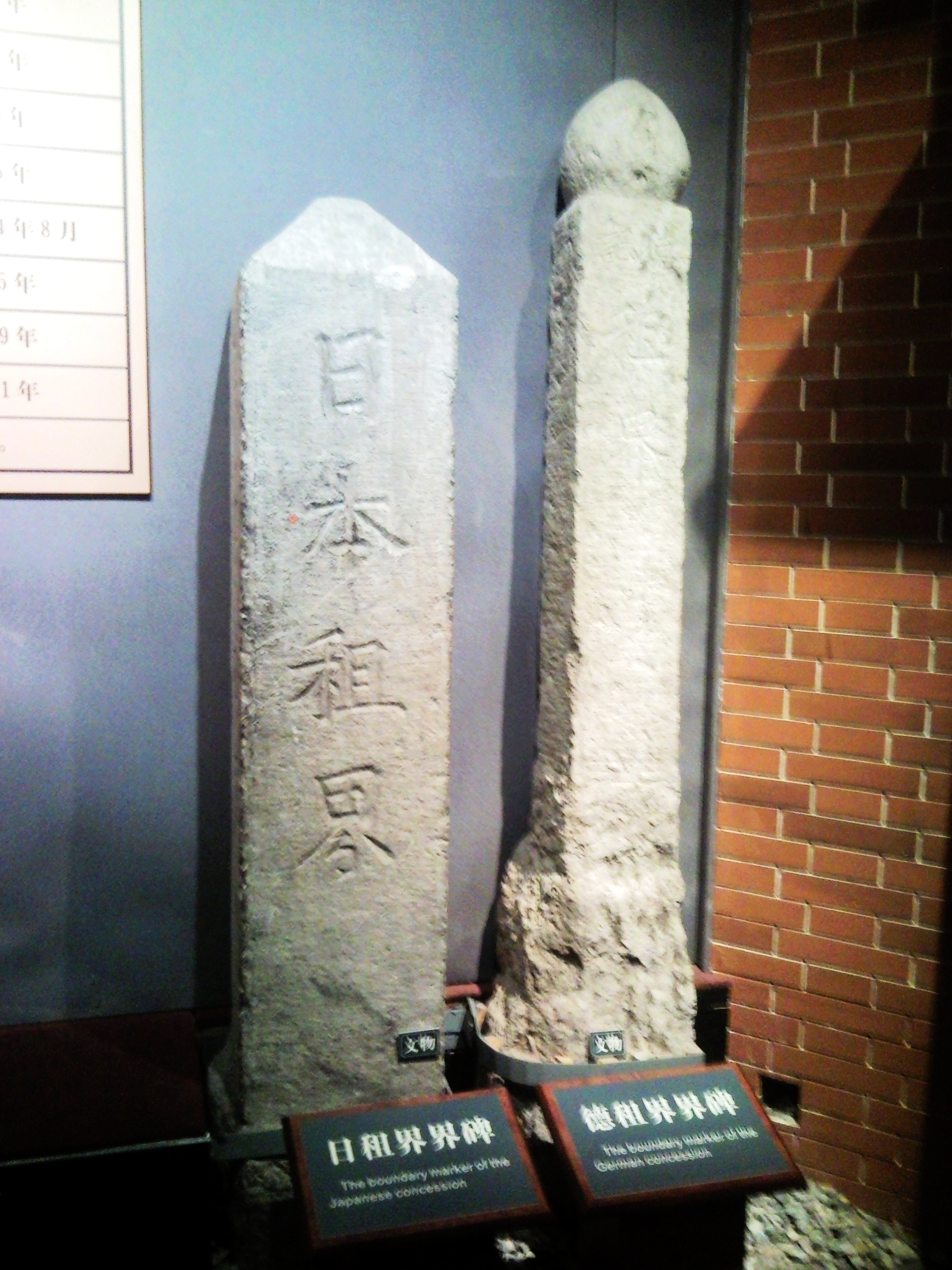
藏于天津博物馆的天津日租界与德租界界碑

由于租界所在的地区日渐发展繁荣，对外租售租界土地或开发房产可获得财富，多个国家的租界寻求扩张租界面积。英租界因开辟早、发展繁荣，因此其扩张最为积极和成功。1897年3月31日，天津英租界向西扩展到墙子河，“扩充界”面积达有1,630亩。1902年10月23日，面积131亩的天津美租界并入，成为天津英租界的“南扩充界”。1903年1月14日，天津英租界再度向墙子河以西扩展了3,928亩，称为“推广界”。1900年，天津法租界向西扩展到墙子河，使该租界面积扩展了4倍，达到2,360亩。1916年，法租界向老西开扩张的行动引发天津市民的强烈抗议，发生了老西开事件。此后，法国希望由英国调停，中国政府没有正式接受，中法双方也未达成任何协议，老西开地区则长期维持中法共管局面。1931年，日本人在天津发动便衣队暴动后，法租界基本上控制了老西开地区，但是并未正式并入法租界，而是属于法租界的界外侵占区 。1903年，天津日租界在正式开发时，进行了扩展，共有2,150亩。

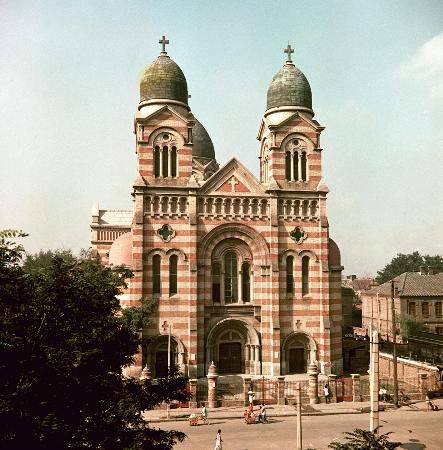
西开教堂位于天津法租界控制的界外侵占区

天津比利时租界曾多次谋求扩张。1915年，天津比租界当局酬贿其占据一半土地的大直沽乡的乡长长，企图把大直沽村未被侵占的另一半土地也划入比租界，但遭到当地农民的制止。1916年，比利时领事乘老西开事件之机，借口维持该国租界的治安秩序，派巡捕在大直沽村全村各街口设岗，企图借机占领该村，遭到当地居民联合驱逐。比利时领事慑于群众声势，被迫撤岗。1921年，比国领事又以海河加宽为由，要求比租界的地域向外延伸33米，并擅自派工部局翻译靳云波到居民区撒白灰划线，作为占地拆房的标志，遭到居民暴力反制并驱离。故比租界三次企图扩张的举措均以失败告终。

### 收回
由于在第一次世界大战中，中国对德奥宣战，得以收回天津德奥两国租界。1917年3月14日，北洋政府宣布与德国断交，并收回德国在华的一切特权。3月16日，天津警察厅长和天津交涉员等也率领300名军警进入天津德租界，接受了该租界的行政管理权。由于荷兰在第一次世界大战中任采取中立立场，在中德绝交时德国委托荷兰驻华公使代为保护德国的在华利益，荷兰便向北洋政府提出由荷兰代管天津德租界的要求，遭到北洋政府的拒绝。3月28日，北洋政府内务部颁布《管理津汉德国租界暂行章程》，规定接收后的天津德租界改为特别区，设立临时管理局以管理区内的警察及一切行政事宜，天津德租界被收编为天津第一特别行政区。
1919年9月10日，中国代表签署协约国与奥地利共和国的《圣日耳曼条约》，其中115条和116条对于中国收回天津奥租界事宜作了与收回天津德租界相同的规定，奥租界被收编为天津第二特别行政区。
在1920至1930年代初，中国政府先后接收了天津俄租界和天津比租界。这两个租界位于海河以东，不甚发达，比租界还面临财政危机。1927年初，比利时表示愿意将天津比租界交还中国。南京国民政府成立后，通过外交谈判，得以在1929年两国签订了交还天津比租界的约章，1931年正式举行交接天津比租界的典礼，改为天津第四特别行政区。

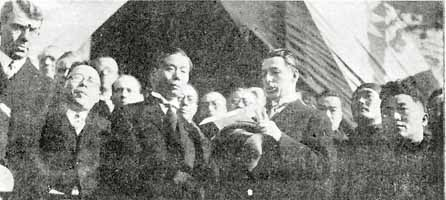
1931年中国收回天津比租界

从1931年到1941年的十年中，天津还保留有英、法、日、意四国租界。1937年中日战争爆发后，英、法租界成为中立的“孤岛”。1941年12月8日，太平洋战争爆发的当日，日军进驻天津英租界。1942年2月18日，日本宣布将天津英租界移交给汪精卫政权。3月29日，举行了移交仪式。1943年2月23日，法国维希政府宣布，同意放弃在华租界。5月18日，汪精卫政权接收法国专管租界委员会委员夏奇峰等与法国代表团全权代表柏斯颂等订立《天津、汉口、沙面法国专管租界交还实施细目条款》及《附属了解事项》，其中规定将于6月5日移交汪精卫政府。
1943年8月，意大利王國于8月8日向同盟国正式投降，与日本的关系由盟国变为敌国。因此，驻扎天津的日军立即封锁了天津意租界，并于9月10日协助汪精卫政权天津政府强行接收管理意租界。
1945年，國民政府在对日战争中取得胜利后，宣布正式收回天津英、法租界。至此，天津的九国租界全部收回。

## 租界的治理
租界在管理上，一方面当地的部分行政、司法等主权主要由外国领事及选举的董事会、工部局或居留民团行使，妨害了清政府的主权。另一方面，各租界的建立令中国局部地区摆脱了在当时腐败不堪的皇权专制独裁与封建官僚制度，初步实现了资本主义的文明市政建构和有效管理，为现代化社会奠定了物质文明的基础。

### 行政
天津各国租界设立之初，自治的行政管理体系尚未形成，行政管理一般由各国驻天津的领事馆直接管辖。待到租界里的侨民逐渐增多，遂将西方的城市自治制度改良移植引入租界，陆续宣布租界为“自治区域”，把租界里的行政管理权全部或部分移交给本国的侨民或租界内的居民，各国租界便先后建立起了各自的行政机构。1862年，天津英租界率先在租界里建立起董事会，也称纳税会，接着法、德、俄、意、比、奥各租界亦分别设立了董事会，日租界则设立了居留民团。租界董事会大都是由本国驻津领事馆召集的选举人大会选举产生。对于选举人的资格，各租界也有具体的规定，一般需具有一定的资产和社会声望，如庄乐峰在被推选为英租界华人董事时已是有社会声望的实业家。
董事会下设的执行机构，除法租界名为公议局，其他租界均名为工部局。但日租界体制较为封闭，执行机构名为租界局，后来又改名为居留民团事务所。工部局下设若干执行机构，分别掌管某一方面的市政管理，使工部局具有租界政府的职能。由于各租界行政机构的设置和权限，大都是以本国政府或驻华公使批准的组织章程、条例为依据的，因此在一定程度上反映了各国政治制度的不同特色。具有代表性的是天津英租界的选举人大会年会，由英国领事召集并任大会主席，但领事很少干预租界的日常行政，使英租界的侨民具有了较大的自治权。而另一具有代表性的是天津法租界，行政权力由法国领事直接掌握，董事会的任何决议需经领事明令公布方能生效，领事还有权停止或解散董事会，但领事无权任命公议局局长，局长由法国外交部直接任命并由该局长直接指挥租界的警察。日租界的行政机构自成体系，德、俄、意、比、奥各国租界的行政管理或接近于英租界的体制，或接近于法租界的体制。

### 司法
天津各国租界当局在租界内相继设立了不受中国法律约束的司法机构，一些租界自在划定之日便在章程里明确规定，租界的稽查权由本国领事管理，租界内设立之巡捕房管理界内一切警察事宜。有的租界在章程虽无司法方面的明文规定，但援引不平等条约中有片面的最惠国待遇条款而拥有司法权和警察权。
天津各国租界的警政系统比较完备，其中英租界的警察人数最多、组织最严密。1926年时，隶属于英租界工部局警务处的警察达300余人。天津法租界设有两个警察所，辖巡捕280人。日租界的警察直接受日本领事管辖，有警察和巡捕200余人。天津意租界虽然居民不多，但也设有警察局，警察最多时也有100多人。即便是尚未开发的比租界，也设有巡岗5处，巡长、副巡长、巡捕共18人。租界的警察部门一般兼理消防工作，并有配备在当时先进的消防设备专业或志愿的消防队伍，其中以英、法、日三国租界的消防人员最多，规制也较严密。

### 驻军

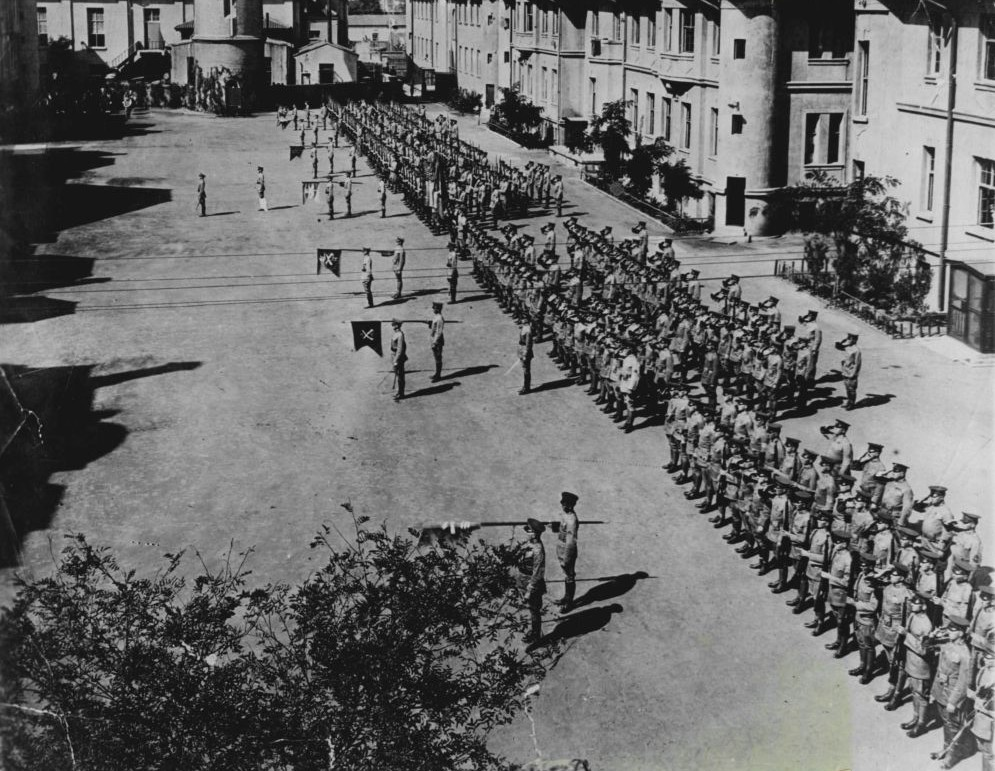
1931年美国15步兵团在天津租界执行警卫任务

天津各国租界在设立之初并无驻扎军队的权力。虽然第二次鸦片战争之后，一时未能撤退净尽的英法军队，曾协助过清军防卫天津、阻止捻军进袭，但仍未能正式获得驻军之权。外国军队正式驻防天津租界始于义和团运动之后，1901年，清政府与德、奥、比、西、美、法、英、意、日、荷、俄等十一个国家签订了《辛丑条约》，其中第九款规定，允许外国军队驻扎从北京到山海关的12个主要地区，成为日后各国租界驻扎军队的法理依据。1900年7月14日，英、俄、德、法、美、日、意、奥八国军队攻破天津城，随即成立了由英、俄、日三方人员组成的临时政府——暂行管理津郡城厢内外地方事务都统衙门，即天津都统衙门。1902年8月15日，八国联军同意将天津交还清政府，但“天津城二十华里内不准驻扎中国军队”，致使天津周边仅有外国军队驻守。
德国军队在正式进驻天津德租界之前，曾侵占北洋大学初创时期的校址，致使北洋大学后来迁往西沽办学。多位知名军官曾在天津的租界驻军任职，如马歇尔计划的提出者乔治·卡特莱特·马歇尔、盟军中国战区参谋长约瑟夫·史迪威均曾在美军驻天津第十五步兵团任职。

## 经济

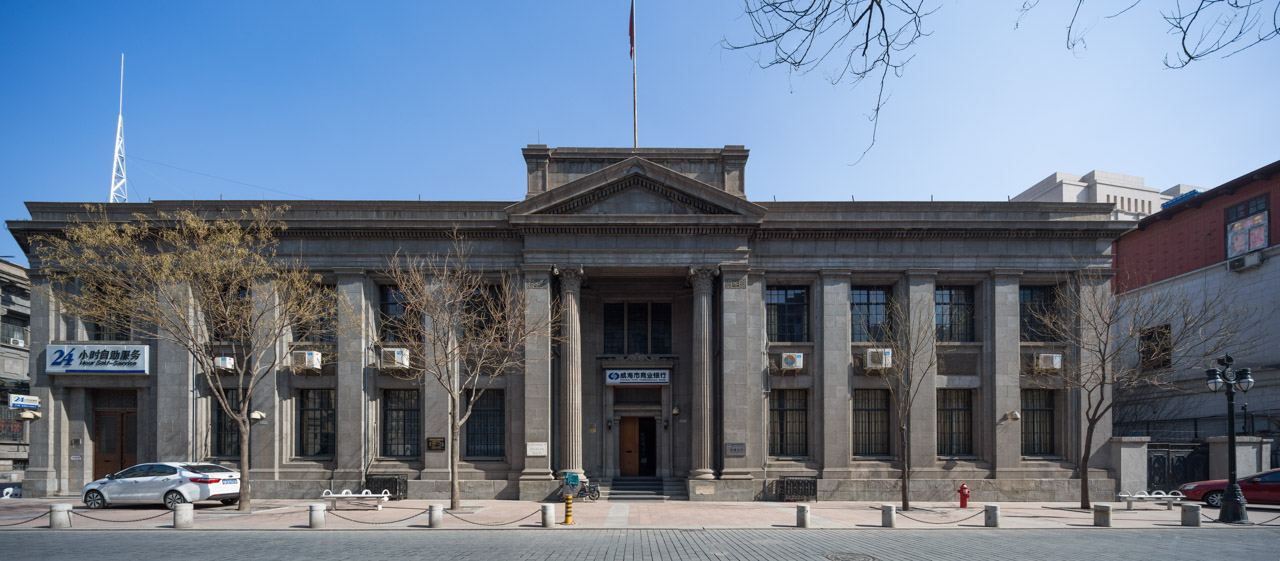
怡和洋行是天津租界内最具实力的进出口贸易商

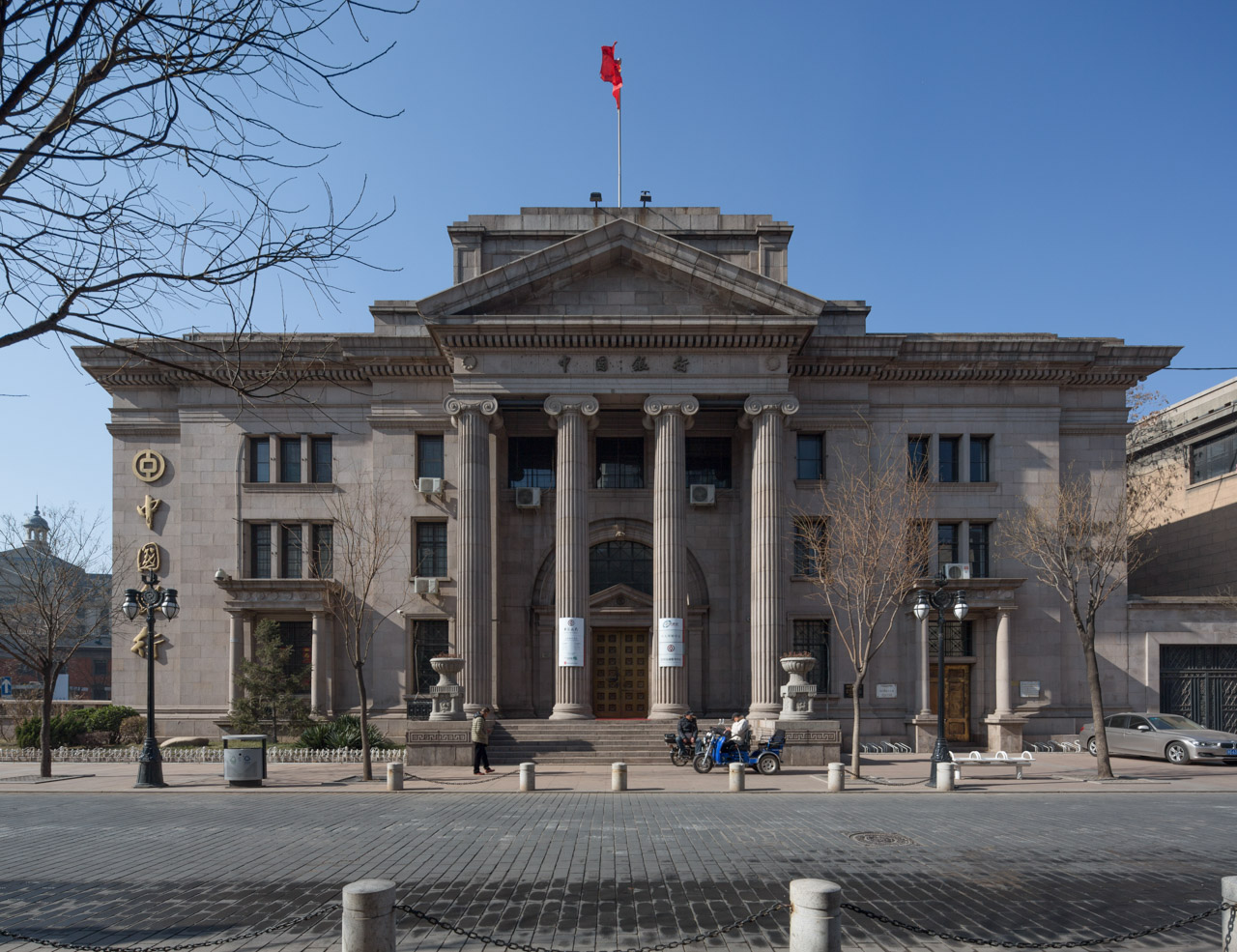
汇丰银行天津分行是天津租界内第一家外资银行

天津曾是中国近代北方最大的商贸城市和金融中心，而洋行以及金融业的载体银行业与保险业的聚集地则位于租界内，主要集中于英法租界。

### 对外贸易
随着天津开埠和九国租界的相继设立，外国商人以天津为进入中国华北、东北和西北市场的枢纽，在中国采购农副土特产品，由天津口岸销到国外；同时从国引进外机器、军火甚至鸦片，通过天津推销往中国市场，使得天津的对外贸易逐渐兴盛起来，所以专门经营进出口贸易的外国商行逐渐增多。虽然部分商行并非专门经营进出口业务，但在当时商行都被统称为洋行。天津开埠之初，租界的建设还没有展开，洋行多设于天津的传统商业区——天后宫一带的宫南大街和宫北大街。
天津设立最早的洋行多为英国商人经营，英商洋行经营范围广泛，从机器、军火到鸦片均在经营范围，甚至包括诱骗和贩卖华工，因此英商洋行的经济势力最强，特别是在进出口贸易方面，长时间处于主导地位。英商的怡和洋行、太古洋行实力最为雄厚，在天津租界的河坝设有专门的码头和仓库，垄断了天津的航运业，控制了中国东部沿海的运输线和多条远洋航线。而天津租界内的法商洋行虽然数量不及英商洋行，但多专营铁路器材和高档奢侈品，后期一度垄断了中国北方的奢侈品市场。截至1867年，天津已有洋行17家，其中英商9家，俄商4家，德商2家，美商1家，意商1家。1870年，天津教案发生后，外国人及洋行纷纷从天津城厢迁入租界。

### 金融业
天津的租界是银行业的集中地。
1882年，第一家外资银行——英国汇丰银行天津分行开业。随后，1895年英国麦加利银行天津分行，1896年俄国华俄道胜银行天津分行，1897年德国德华银行天津分行，1899年日本横滨正金银行天津分行，以及法国的东方汇理银行天津分行及中法工商银行天津分行、美国花旗银行天津分行、意大利华义银行天津总行、比利时华比银行天津分行等外资银行在天津租界相继开业。
除外资银行，由于天津租界内相对稳定的商业环境，华资银行也在天津租界内聚集。1935年，天津共有中国资本银行29家，其中最著名的是北四行：即1915年成立的盐业银行天津分行、1917年成立的金城银行天津总行、1918年成立的大陆银行天津总行和1922年开业的中南银行天津分行，这四家银行中，除大陆银行外，其余三家银行的总行都设在天津，其中金城银行是“北四行”的重要支柱。在1921年2月7日天津创设了当时中国最早的证券交易所——天津证券花纱粮食皮毛交易所。1940年代，解放北路上设有49家国内外银行；有270多家国内外保险机构和1家证券交易所，是当时中国北方的金融中心。

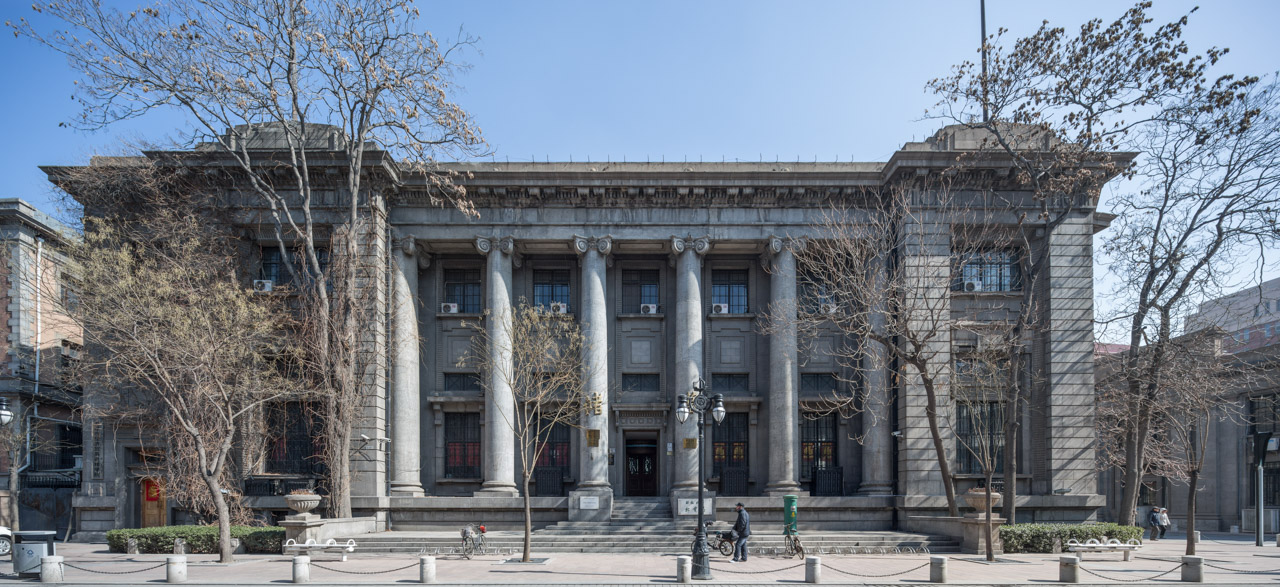
麦加利银行天津分行
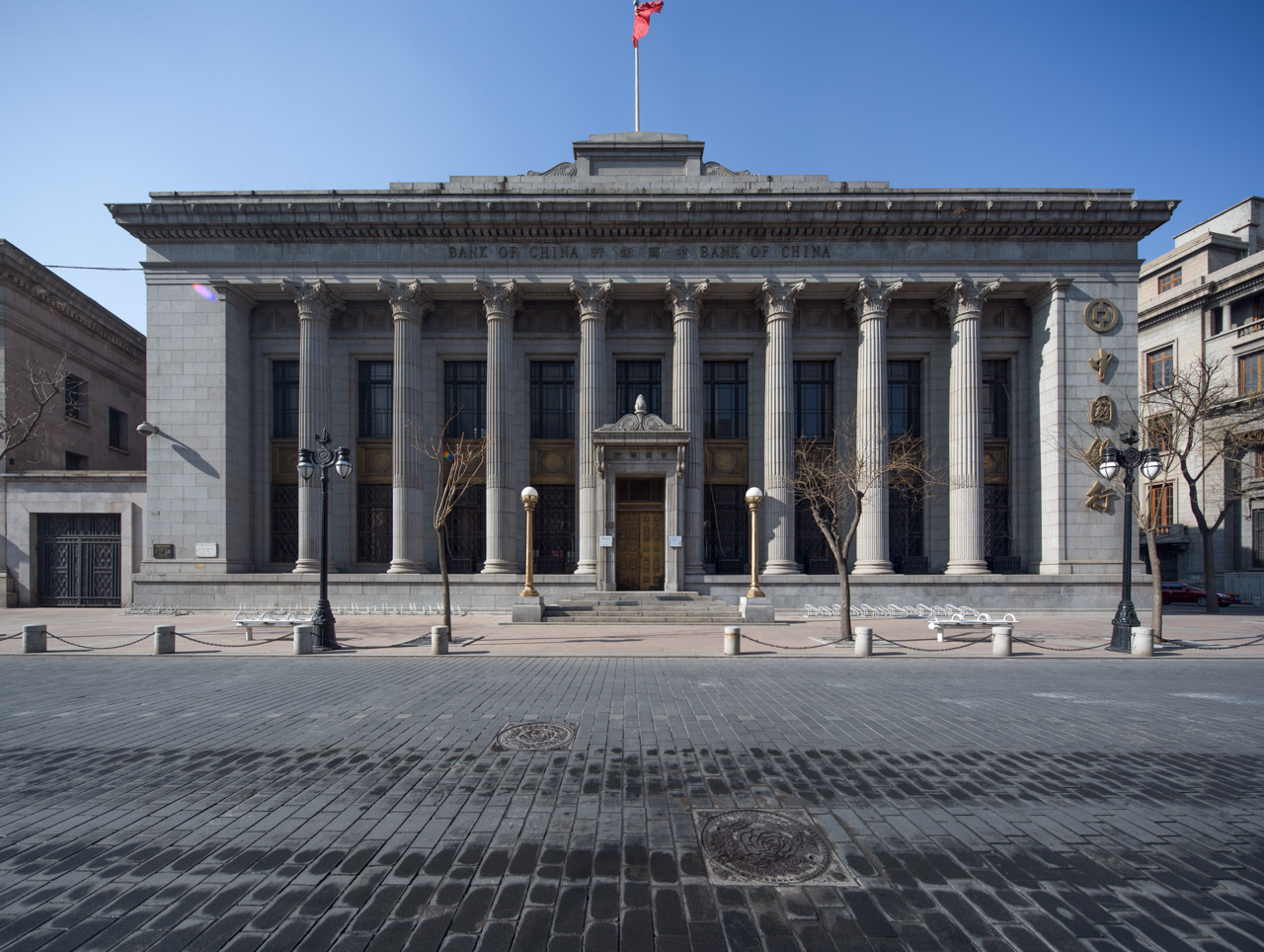
横滨正金银行天津分行
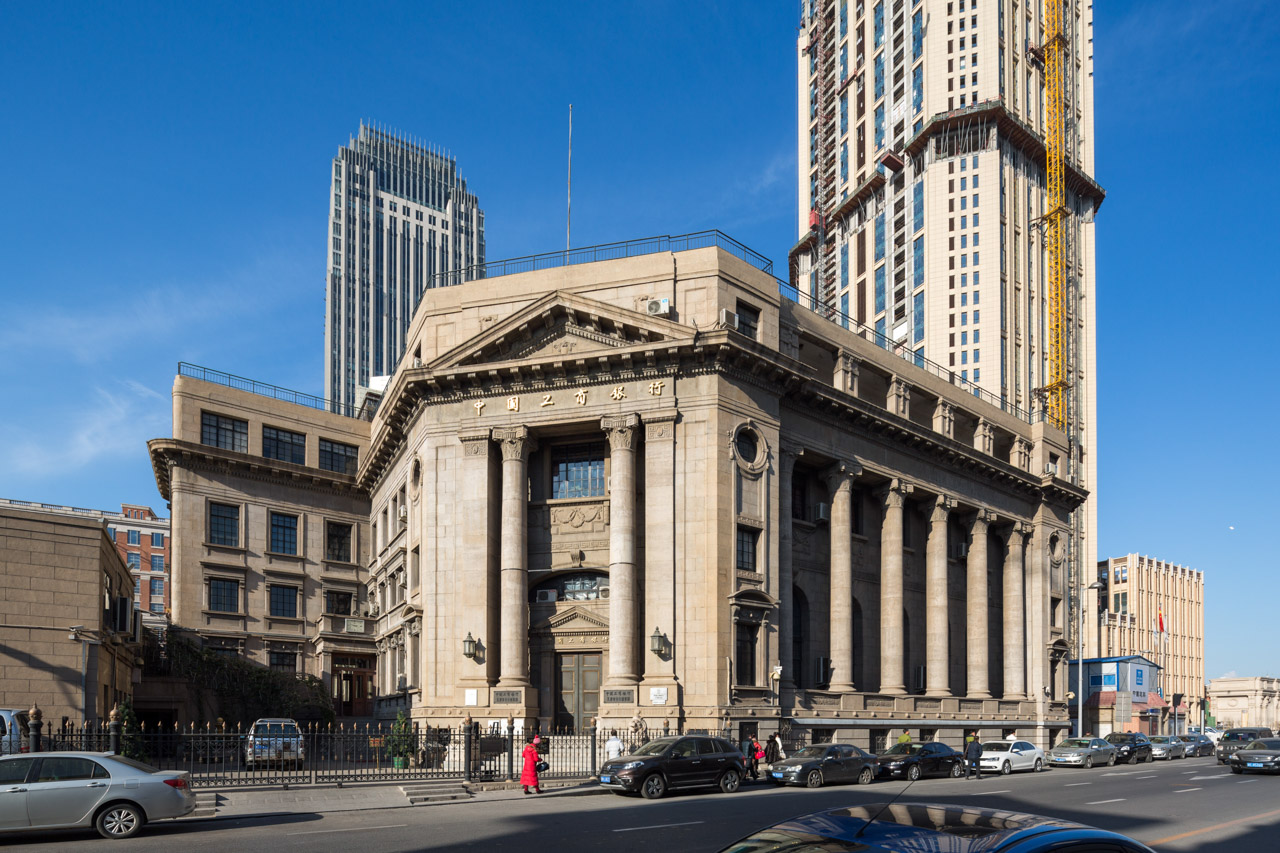
盐业银行
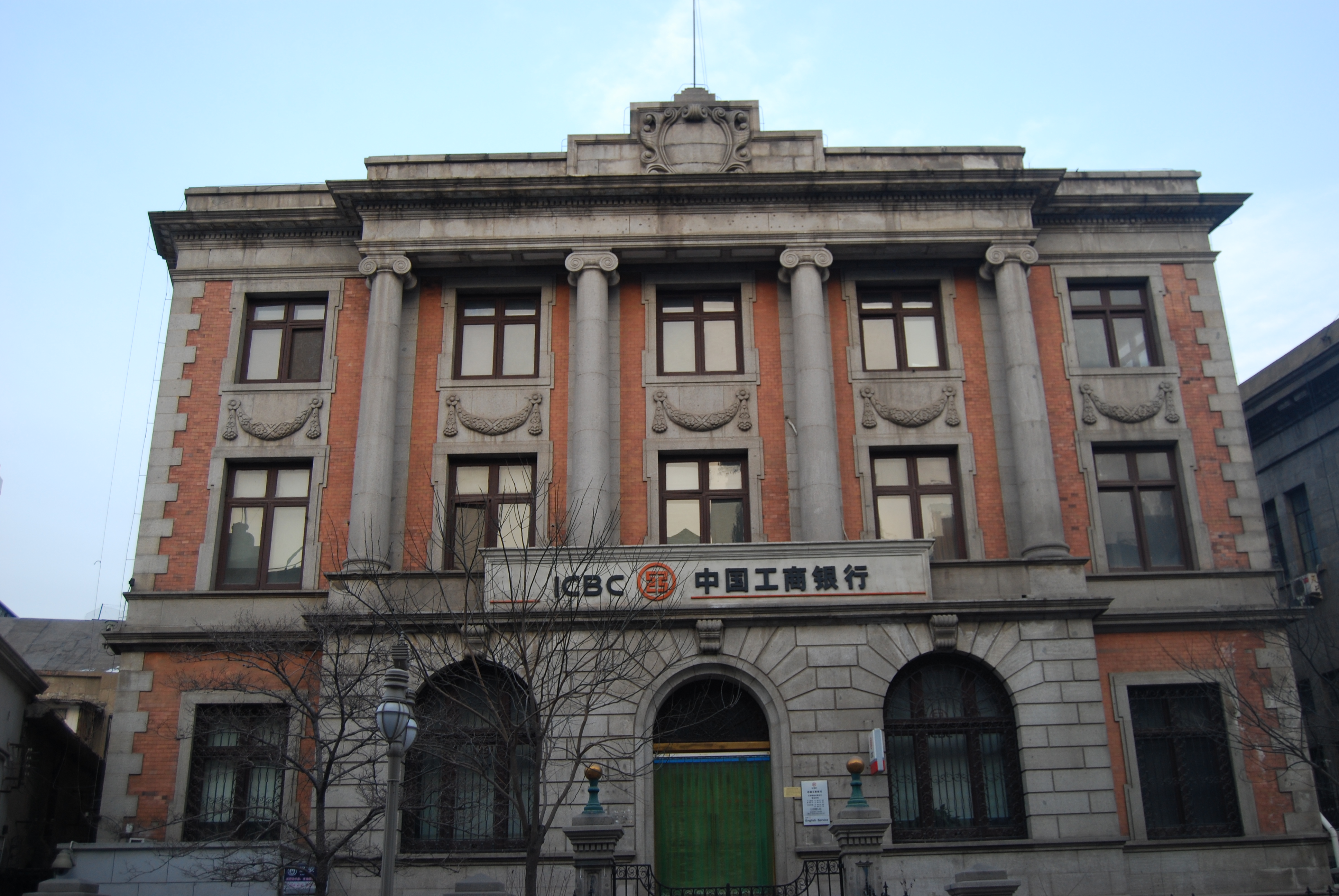
天津四行储蓄会

### 工业

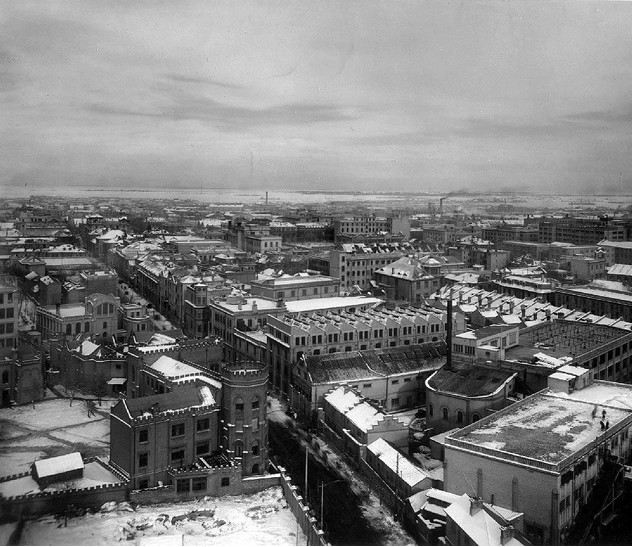
坐落在天津法租界内的一家毛呢纺织工厂

租界是天津近代工业的发祥地，但最初开办的企业大多是服务于各大洋行配套负包装业工厂以及服务各大传媒的印刷业工厂，另一些是为天津英租界居民服务的供水供电企业。1874年5月，英商集资成立了大沽驳船公司，是天津最早经营的近代企业。1889年9月，大沽驳船公司改组为股份有限公司。甲午战争之后，各国援引《马关条约》有权在中国经营工艺制造后，外商开始大规模在天津租界兴办工业。
与外资工业相比，天津租界里的华资工业最早出现于1870年代末，多为洋务运动的官僚投资，涉及工业门类广泛，其中包括面粉、机器修配、织呢等工业。1920年代，地毯、毛纺等华资工业在租界的兴起，但与外资工业相比并不占据优势地位。

### 商业
随着租界的陆续开辟和华界的时局动荡，商业中心逐渐从天津传统的商业区旧城北门外和东门外一带逐渐向租界转移。金银店、绸布店等逐渐迁入日租界。1939年8至10月，天津地区遭遇暴雨洪涝灾害，意租界因地势较高的有利条件，受影响较小。因此聚集了棉布投机商人并很快形成了天津棉布交易中心，1939年至1940年，从事棉布投机生意的货栈有36家。
随着租界商业的发展，反映商人意愿、动向的商会、公会逐渐出现。1887年，怡和洋行等在天津英租界内组建了代表外国商人的商会团体——天津商会，又称天津总商会。

### 餐饮服务业

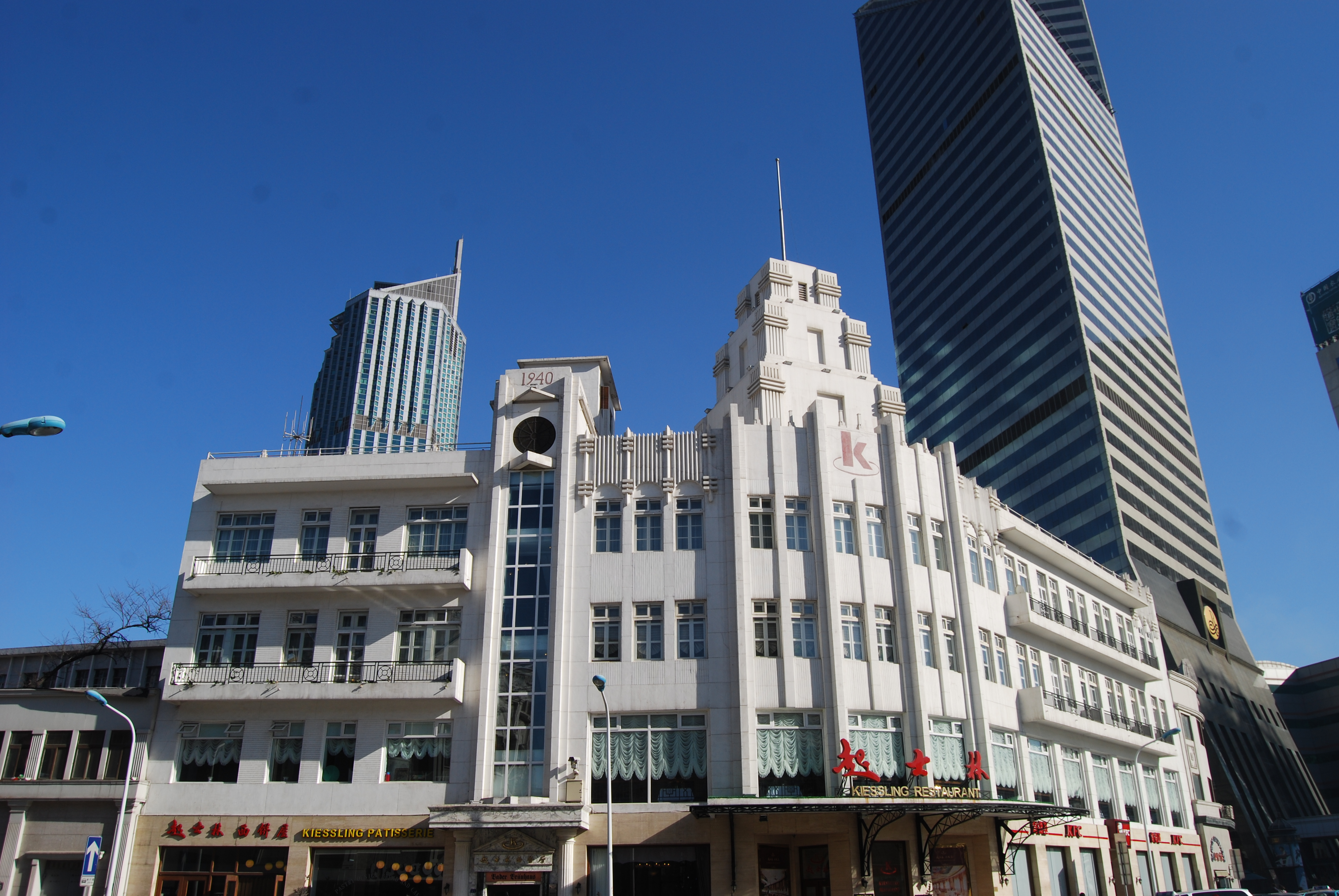
1901年在天津租界创办的起士林西餐厅至今仍然营业

天津租界的餐饮、服务业的繁荣程度在当时中国各大城市中是罕见的。天津租界的餐饮、服务业主要集中于海河南岸的英、法、日、德租界。早期的餐饮、服务业多集中于英租界，早在1890年代，已有弥纳客店、施磨斯客店、兰士颠茶点店等西餐厅出现。到了1900年代后，法租界和日租界逐渐繁荣，餐饮、服务业也开始向法租界和日租界转移。1930年代，法租界已成为天津的餐饮服务业中心。梨栈大街和福煦将军路（今滨江道）一带，除了商场、商店、旅馆外，影剧院、饭馆、舞厅和浴池近60家，达到了饱和的程度。
1901年，起士林西餐厅由服兵役到天津租界的德皇威廉二世的官庭面点师阿尔伯特·起士林创办，曾出现在其常客、作家张爱玲的笔下，至今仍是天津主营德式西餐的“老字号”。

## 规划与建筑

### 城市规划

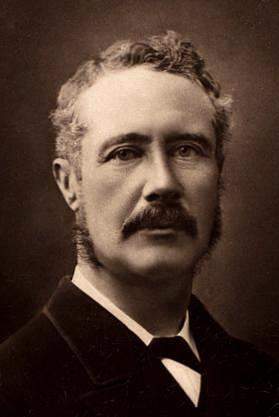
天津租界最早的规划者查理·乔治·戈登

1861年，天津英租界划定后，英国工兵上尉查理·乔治·戈登对英租界进行了初步的勘定和规划，规划采用方格路网划分地块，将道路和地块编号，按照规划组织建设并在海河沿岸规划设置货栈及码头，在主干道路两侧规划设置行政机构、金融机构及领事馆等。戈登的规划方案以有利于租界快速发展为导向，虽然较为粗糙，但侧重土地的租售。
1897年，海河工程管理委员会成立，由各租界工部局与天津当局共管，是中国近代第一家专业疏浚河流航道和水利工程的机构，1902年更名为海河工程局。海河工程局以现代化水利治理技术治理海河并将海河疏浚的泥土吹填到租界深坑中，使租界内荒芜的沼泽地转化为可开发利用的土地，极大的促进了天津租界及华界加速城市规划建设的进程。

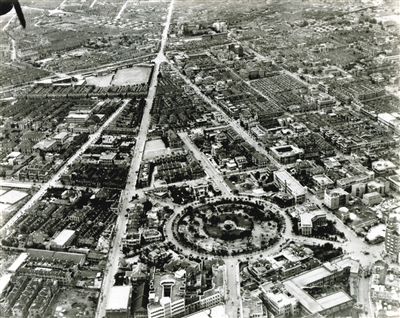
1945年的航拍中可以清晰看到英法租界的路网

1903年1月14日，天津英租界再度向墙子河以西扩展了3,928亩，称为推广界，是东亚规模最大和最完整集中、最早系统规划、最接近田园城市理念的现代花园郊区杰出案例。
与英租界等相对专业的规划相比，天津意租界在建立之初则显得不够重视。1902年，天津意租界建立时，从海军陆战队中选了一名无城市设计管理经验的中尉全权负责租界的开发，仅给予25,000元经费，但意租界凭借优越的地理区位迅速发展成当时的高级居住区。由于当时意租界工部局规定租界内沿街建筑物的立面不许雷同，使得意租界内建筑式样极为丰富，有意大利古典式、罗曼式、托斯卡纳地区等多种风格，成为亚洲唯一一处具有意大利风格的大型建筑群。

### 建筑风格

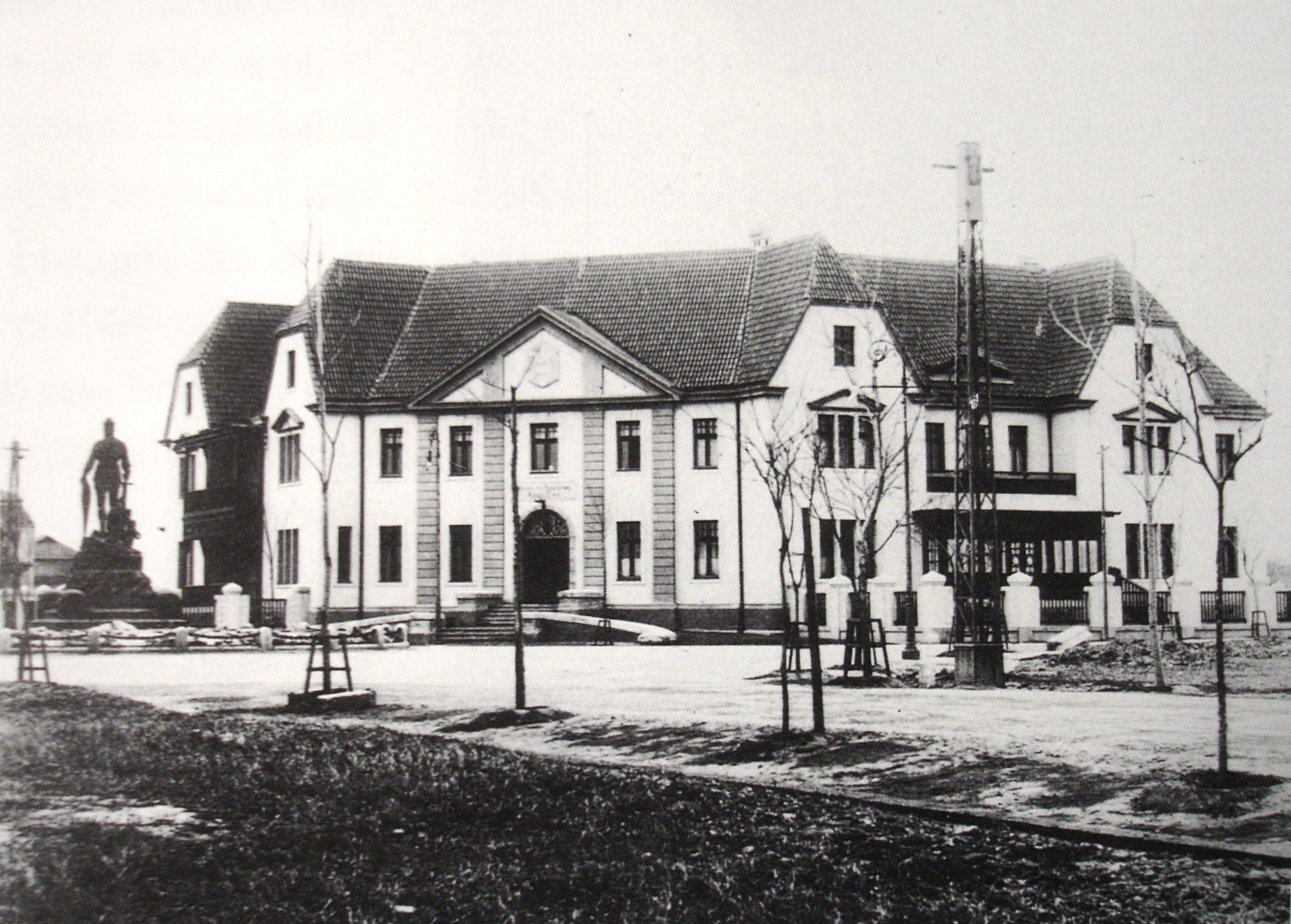
1907年兴建日耳曼民居风格的原德国驻天津领事馆

由于九国租界的建设与发展带来了西方近代文化的涌入，租界的开发与西式建筑的相继落成，冲击了中国传统建筑体系，打破了天津原有的中国北方传统建筑城市风貌。租界内的天津工商学院及位于西沽的北洋大学在近代较早开展建筑及土木教育，使得外籍建筑师同时在此任教并担任建筑师在租界内执业，也使得天津较早培养了本土的建筑设计师。天津租界内的一些建筑在外立面材料的运用上借鉴了天津地域文化及地域色彩，因此西洋建筑风格中融入了天津传统元素。因而位于天津租界内的建筑呈现出前所未有的多样性、丰富性和复杂性。
天津大学建筑学院荆其敏教授认为，从时间发展与风格式样分析，天津的租界建筑大致可分为：中古复兴式时期风格、古典主义及折衷主义时期风格、摩登建筑时期的风格三个阶段。
第一阶段，1860年至1919年时期的建筑呈现出中古复兴式时期的风格。早期阶段的建筑活动主要是教堂、领事馆、住宅等，如1916年在法租界建设的西开教堂具有罗曼式建筑风格，1907年在德租界建设的德国领事馆则具有日耳曼民居的建筑特征。

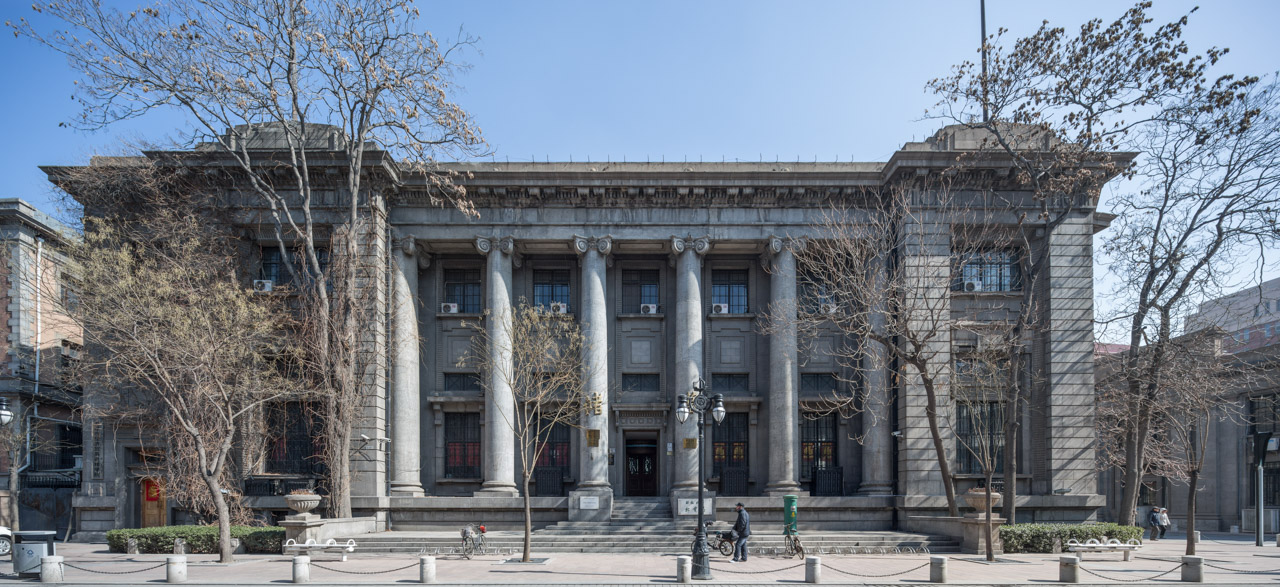
1926年建造的麦加利银行大楼

第二阶段，1919年至1930年时期的建筑呈现出古典主义、折衷主义时期的风格。1919年前后，北洋军阀、前清遗老和西方各国加强在天津的投资兴办实业和房产。大型银行、洋行、商场、旅馆及娱乐建筑、高级花园住宅随之相继出现。大部分银行集中在英、法租界的中街上，采用西洋古典柱式形式，如建于1924年景明工程司设计的英国麦加利银行，主入口立面是六根两层楼高的爱奥尼柱，形成开敞柱廊，是典型的古典主义风格建筑。商业旅馆建筑集中在法租界劝业场一带，如惠中饭店等，较多采用折衷主义手法，如劝业场是古典复兴式的檐口及装饰，但门窗式样却比较活泼。

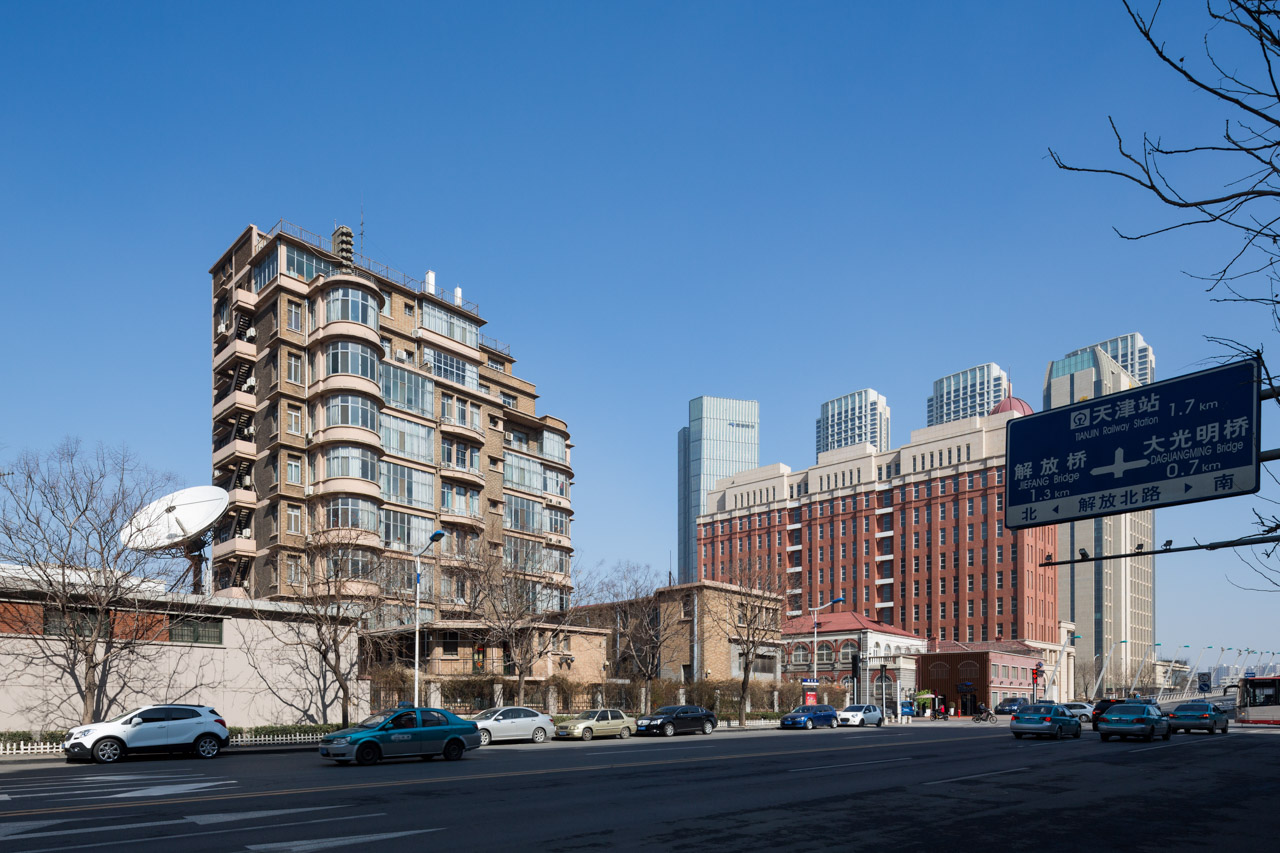
1936年兴建的受欧美摩登运动影响的利华大楼（左）

第三阶段，1930年-1945年时期呈现出摩登（现代主义）建筑时期的风格，作为新建筑材料的钢筋混凝土在这一时期得到推广，建筑思潮上也趋向探新，建筑外形上趋向简洁、以资深为美、讲究建筑比例。1930年以后，由于受欧美摩登运动的影响，建筑师逐渐抛弃了古典式折衷的设计手法和多余的装饰，代之以简洁、自由、富有体积感与雕塑感的现代主义设计手法。这时期的代表性建筑有法商永和工程司穆乐和赫琴设计利华大楼、渤海大楼和乐利建筑工程公司设计的中国大戏院等。目前，关于天津租界建筑的研究已经引起建筑界广泛的关注。

## 市政
各国在天津的租界陆续设立后，为了便于寓居天津的外籍侨民生活，各租界当局都进行了大规模的公用事业和设施的建设，如供水、供电、邮政、交通以及租界花园等。由于天津租界的管理，使天津较早地接受了西方城市的管理模式，尤其是在公共环境卫生管理方面走在了前列，如市容环境卫生、市政设施及建筑物环境卫生、饮食业、疫病防控和死亡呈报等方面的管理制度，都是西方先进管理模式在中国的移植。天津租界的市政建设促进了晚清乃至民国时期市政建设和管理体系的设立与发展。此后，由于民族实业家及外商不断投资市政和公用事业，使天津自来水、电灯、邮政事业等相继得到发展。这些公用设施的创办以及相应的管理，对天津城市的发展变化产生了推动作用，为天津形成近代化的城市提供了基本条件。

### 市容环境

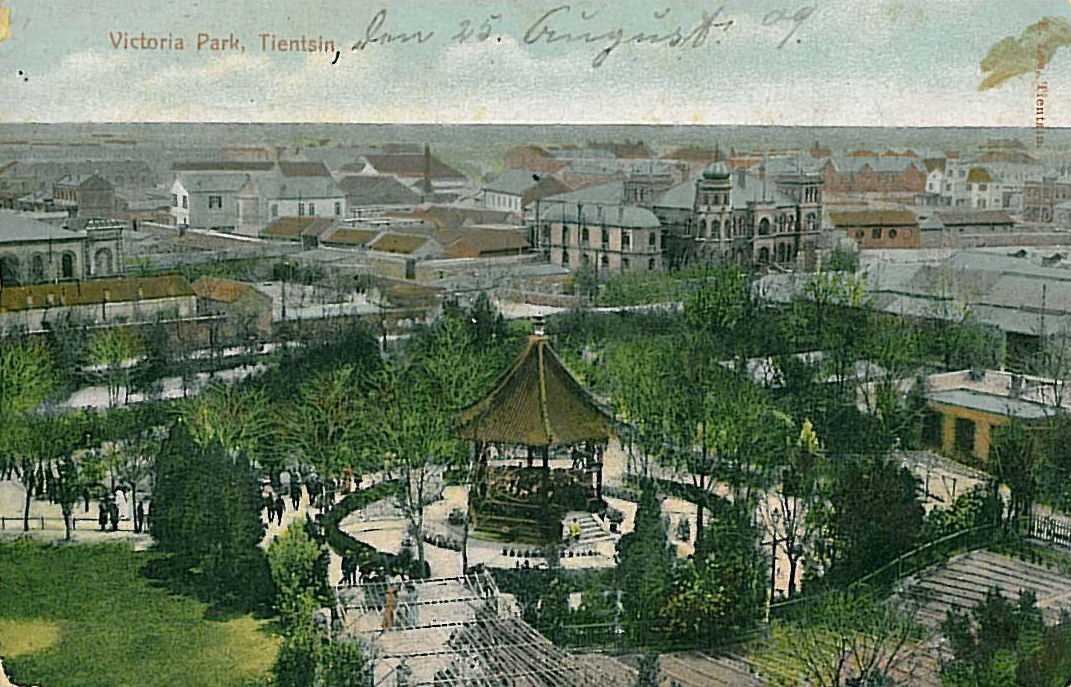
1909年的英租界维多利亚公园

天津租界自开辟之后，干净整洁、秩序井然的租界不仅促进了天津老城的城市建设、道路改造，其独特的风格还起到了良好的示范作用，并在改造后的城市形态上对于天津的城市发展影响至今。到了19世纪后期，各国租界的工部局都陆续设立了管理电务、水道、卫生等部门，曾与其他中国城市类似的天津，城市风貌开始出现了显著的改变。1888年11月3日的《中国时报》曾这样报道天津，“一度遍地皆是深沟、大洞、臭水沟的使人恶心的可恨的道路被铲平、拉直、铺平、加宽。并且装了路灯，使人畜都感到舒服，与此同时，城壕里的好几个世纪以来积聚的垃圾也清除掉了。”
日本作家谷崎润一郎1918年来过天津并被当时天津独特的城市空间与都市文化所感染，曾在其小说中写道：“走在天津城里最气派、最整洁、最美丽的街区，令人仿佛来到了欧洲的都会。”

### 供水供电

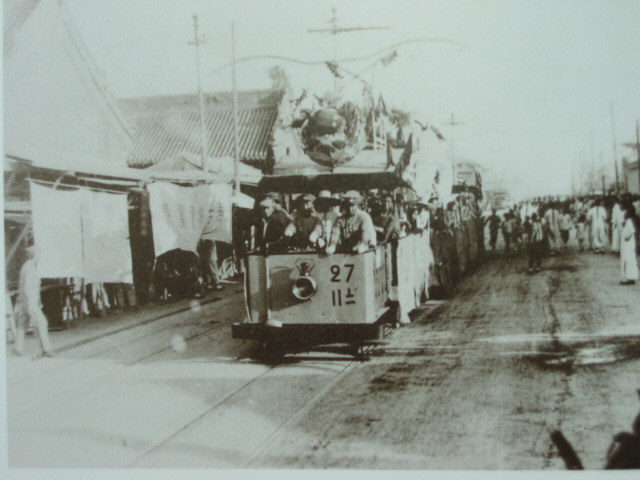
1906年开通运营的天津“白牌”电车

1901年，临时政府天津都统衙门批准了中外商人开办天津最早的自来水系统。1903年3月2日，天津市济安自来水公司举行供水典礼，最先给天津老城的4个城门地区及东北角、西北角供水后，逐渐供应城厢内外和海河沿岸租界区。经营年限到期后，天津英租界工部局接收该公司，并扩大了规模和供水范围。据大公报1903年8月5日的报道，当年天津老城传染病发病率大为下降，因居民多半饮用自来水之故。但自来水难以供给全部用水，因此租界内也开凿了多处深井供水。
1905年，德租界发电所建立，开始在主要街道上安装路灯，尤其是在威廉街一段，路中央树立装有2盏50瓦的白炽灯的铁制灯杆。德国工部局于1908年建立电灯公司，该公司能提供200千瓦的直流电。1917年，中国政府收回德租界的同时，也一并收回了该发电厂，由区公署水电股管理，成为天津地区最早的自营电业。

### 道路

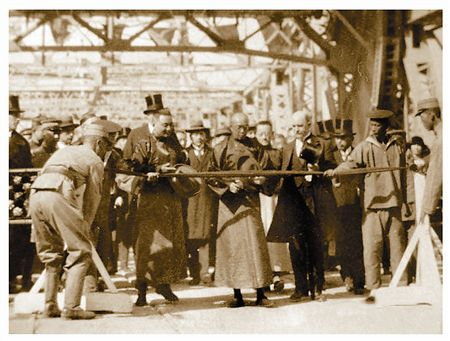
1927年10月18日，万国桥竣工典礼剪彩瞬间，中间者为张作霖所派代表、内务部次长齊耀珹，其左侧为曾任交通总长的吴毓麟

由于近代租界的设立，天津公路交通建设起步较早。1904年4月26日，比利时世昌洋行获准在天津投资经营的最早运营的公共交通公司天津电车电灯股份有限公司，该公司总部设在比利时，天津办事处设在当时的意租界内，该公司投资兴建了天津也是中国第一条有轨电车公交线路。1914年，意大利驻天津领事费洛梯上尉与艾克森美孚合作，将天津意租界的伊曼纽尔三世路（今建国路）建成天津第一条柏油路。此后，各个租界进行吹泥垫地，疏浚了海河航道，又用泥沙填平租界中的沼泽，从而使天津的道路建设有了较大发展。1920年代，天津法租界法国公议局主持修建开始在老龙头桥上游修建了宽19.5米、限载20吨的双叶立转开启桥跨——万国桥，因此法国人修建并沟通法租界与老龙头火车站，因此也曾叫“法国桥”。

## 教育

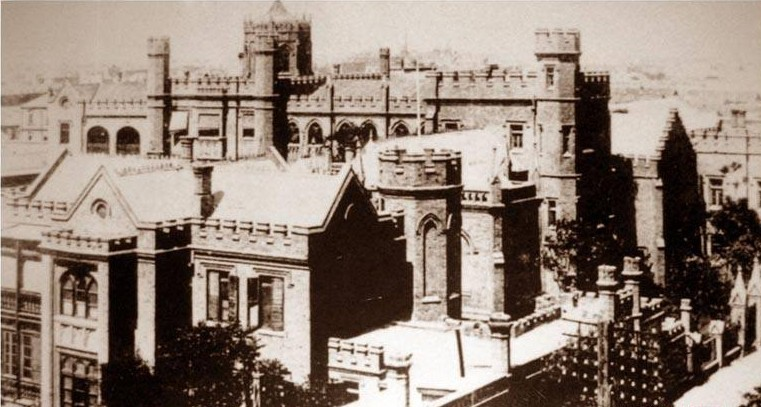
英国伦敦会设立在天津法租界的新学书院

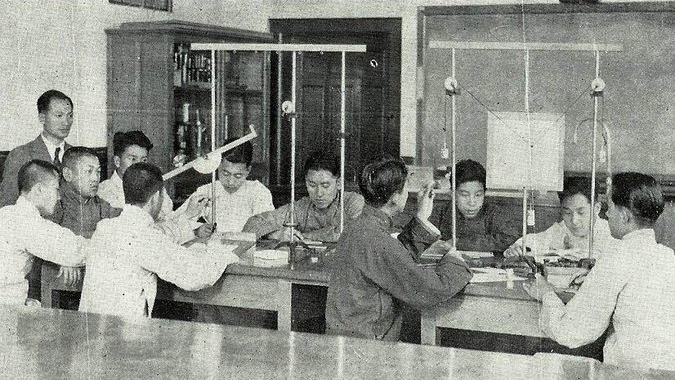
1938年天津英租界耀华学校的物理实验课

在教会和租界内华人精英的影响与参与下，天津的近代教育蓬勃发展。早期设立于租界的公立学校，多半是在洋务运动期间由中国官府筹划开办的专门学堂，后来由于时局的变迁，学堂难以延续。教会以及华人精英是天津租界内两大举办教育的主体，与洋务派开设的以军事、科技和医学为主的学堂相比，教会及华人自办的教育事业更具普及性和文化色彩。在这样的环境影响下，天津近代教育成绩显著，袁世凯称当时天津“学堂林立，成效昭然，洵为通商各属之冠，中外士庶，靡不称赞”。

### 基础教育
教会开设的女子学堂是天津最早开办的女子教育，教员多是能说汉语的洋人，而优秀的中国女学员还能被送往国外留学。1911年，北洋女师范学堂状元、毕业生汪芸在天津英租界内创办天津第一所女子小学——天津私立竞存女子学校，是天津市和平区岳阳道小学的前身。为了使让租界中的普通华人不受教会笼络而真正接受教育，在天津英租界华人纳税会董事庄乐峰先生的倡议下提取英租界华人纳税款的18％创办了面向租界内华人的天津公学，后以“光耀中华”为宗旨更名为耀华学校，在战乱时期成因坐落在英租界而幸免于难，耀华学校时任校长赵天麟主动开设“特班”，收留南开中学及其他在租界外因战乱而失学的师生。
教会在传教的同时，也建立了由教会资助举办的学校。如美国的基督教青年会设立了成美学馆，美国公理会设立了女童书房、中西书院；法国天主教会设立了天津工商学院、圣功女校、圣路易学堂等；英国伦敦会设立新学书院等。

### 高等教育

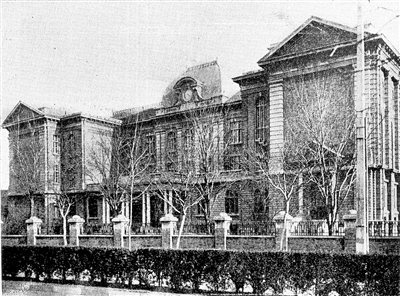
1937年的天津工商学院中央大楼

1902年，英国伦敦会利用中英庚子赔款资助建立的新学书院曾开办高等教育，但于1930年备案时降格改为专办中学教育。1921年1月14日，罗马教廷正式批准法国天主教耶稣会在天津办学，后天津工商学院选址华界与英租界、德租界交汇的清鸣台教会土地建立学校，是教会在天津建立的一所高等院校，后升格并更名为津沽大学。在抗日战争期间，天津工商学院则凭借隶属于天主教会和法国政府的关系，没有随南开大学、北洋大学等其他平津高校内迁，依旧办学，成为抗日战争时期少数在沦陷地区持续办学的高校之一。
租界内的工商企业则也为天津的高等教育提供了实验条件，如公司总部大楼设在天津意租界的天津电车电灯公司为南开大学提供了电气实验的条件，英法租界内的各大银行则为天津工商学院等高校学生提供了实习的机会。

## 社会

### 寓居

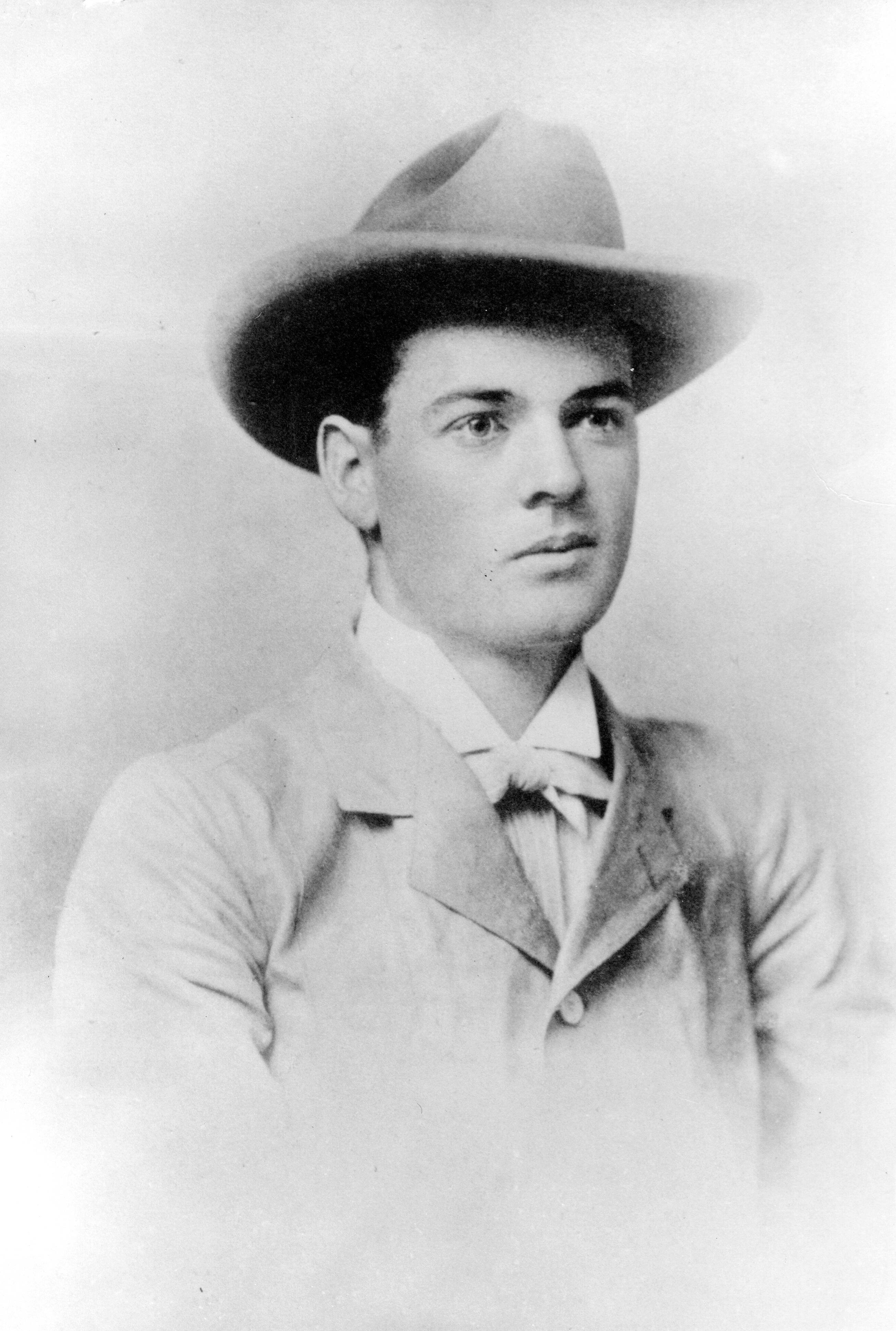
美国第31任总统赫伯特·胡佛曾长居于天津英租界

天津的九国租界为各国侨民的在中国聚居地。英国陆军少将、苏丹总督查理·乔治·戈登是划定天津英租界界限和道路规划的主要参与者，英租界工部局驻地大楼则因其贡献而命名为戈登堂。美国第31任总统赫伯特·胡佛曾因担任墨林公司驻华代表而长居于天津英租界的利顺德大饭店，并通过诈骗手段取得中国开滦煤矿的股权。马歇尔计划的提出者乔治·卡特莱特·马歇尔在1924年夏到1927年春末在美军驻天津第十五步兵团任主任参谋并寓居于此，盟军中国战区参谋长约瑟夫·史迪威曾在美军第十五步兵团任营长及参谋。1902年出生于天津英租界的埃里克·利德尔夺得了1924年巴黎奥运会的400米跑金牌，是第一位在中国出生的奥运会金牌得主。天津租界在历史上还出现过三次犹太人移民潮，分别是1860年天津开埠伊始、俄国十月革命期间和第二次世界大战期间，犹太人在天津租界内聚集形成了犹太人社区，还建立了犹太学校、犹太医院、犹太会堂等，曾任中国全国政协常委的伊斯雷尔·爱泼斯坦便是1920年定居天津的波兰裔犹太人。

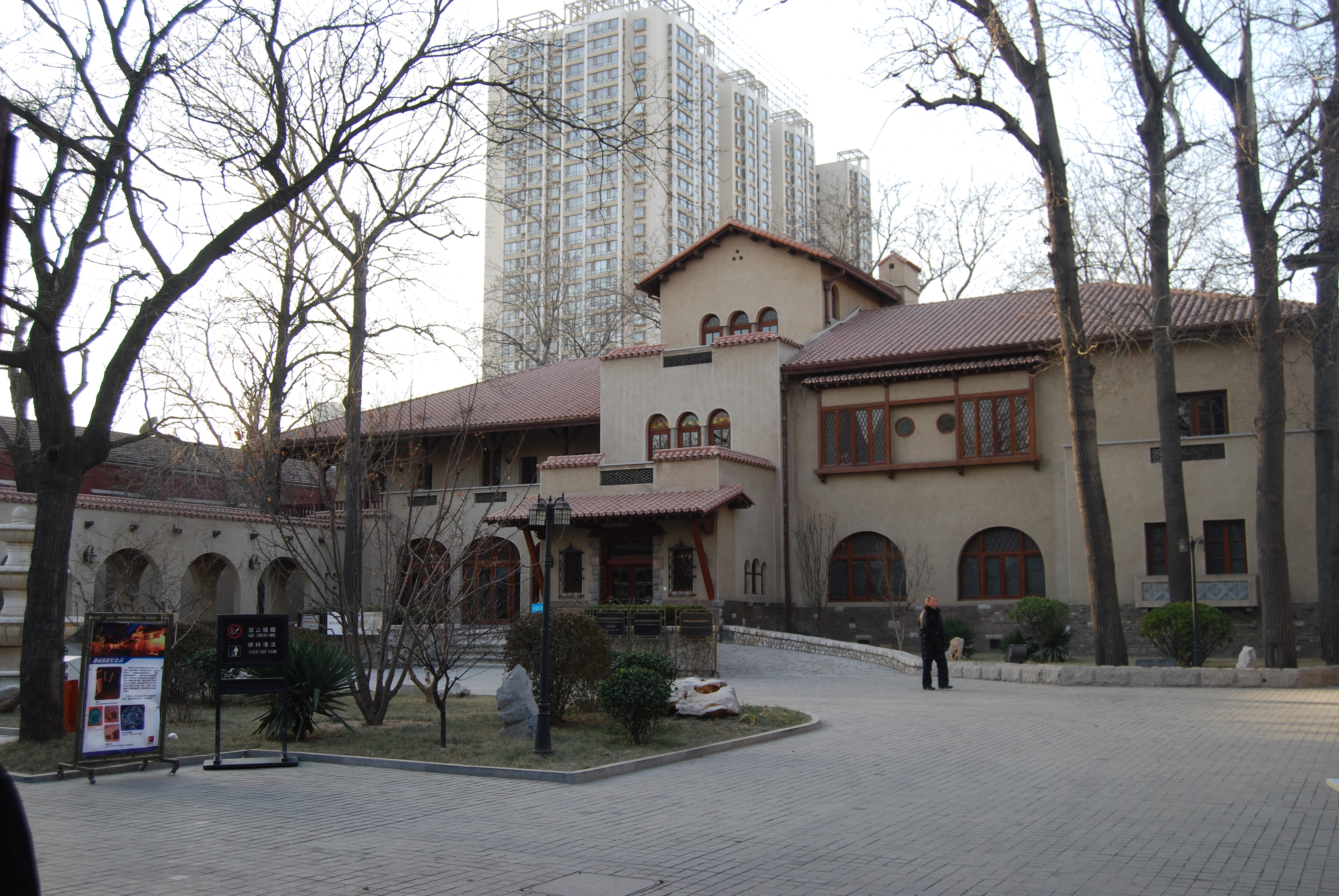
清朝末代皇帝溥仪曾寓居天津日租界静园

随着中国的时局动荡、兵变不断，天津租界因为治外法权等特殊地位，成为清末民初政界、商界名流寓居之地。清朝末代皇帝溥仪退位后曾寓居于天津日租界张园和静园，末代庆亲王载振及清朝宦官小德张等均在天津租界内购置房产、投资兴业并寓居于此。而中华民国的袁世凯、黎元洪、冯国璋、徐世昌、曹锟等5位总统，段祺瑞、颜惠庆、顾维钧、高凌霨、龚心湛、靳云鹏、潘复等7位总理，19位总长，7位省长，2位议长，19位督军，2位巡阅使寓居于此。1923年6月，黎元洪曾宣布将民国政府迁往天津，驻于天津英租界，并在当地发布总统指令和总统任命，设立议员招待所，使天津英租界一度成为民国大总统的驻地以及没有内阁的政府所在地。

### 宗教

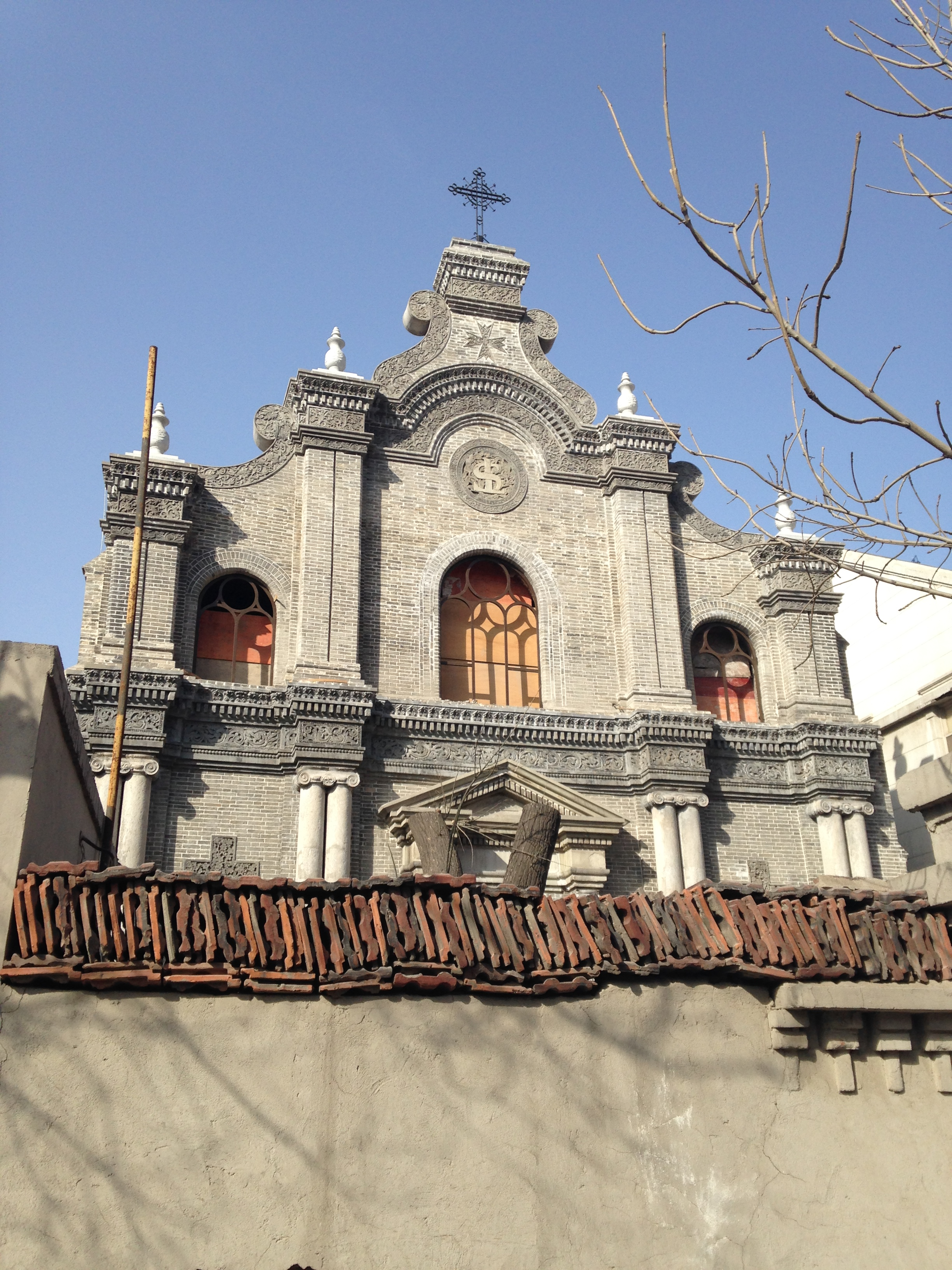
建于1872年的紫竹林圣路易堂，因位于天津租界最早开辟和最核心的位置而多次免于战火威胁

1860年，天津租界开辟以后，英法美等国的教会组织陆续到天津建立教堂传教。在天津租界内传教的宗教有基督教、天主教、东正教、犹太教、神道教、日本佛教的多个宗派及天理教等。
作为西方文化的主要载体与表现形式的基督教文化，虽然与天津本土文化有所冲突，但它却客观上促进了各民族的相互往来与相互依赖。教会在传教的同时，促进了天津教育、传媒等方面的近代化。虽然教会参与教育事业的最初目的是为了培养亲西方的青年，但客观上也为中国培养了人才，推动了近代教育的发展。美国的基督教青年会对天津近代教育事业影响最大，不仅在天津开办了“成美学馆”等学校，专门接收士绅文人的子弟入学，还提出“接近中国文化人”的主张，即一方面通过北洋大学堂总教习、美国传教士丁家立在学生中进行“感化”活动；同时，又深入那些仰慕西学并有一定社会地位的知识分子中进行传教。包括张伯苓等在内的有社会影响的知识分子都加入了基督教，极大地增强了基督教的社会影响力。到第一次世界大战前，天津几乎每所中学都有基督教青年会的影响渗入。

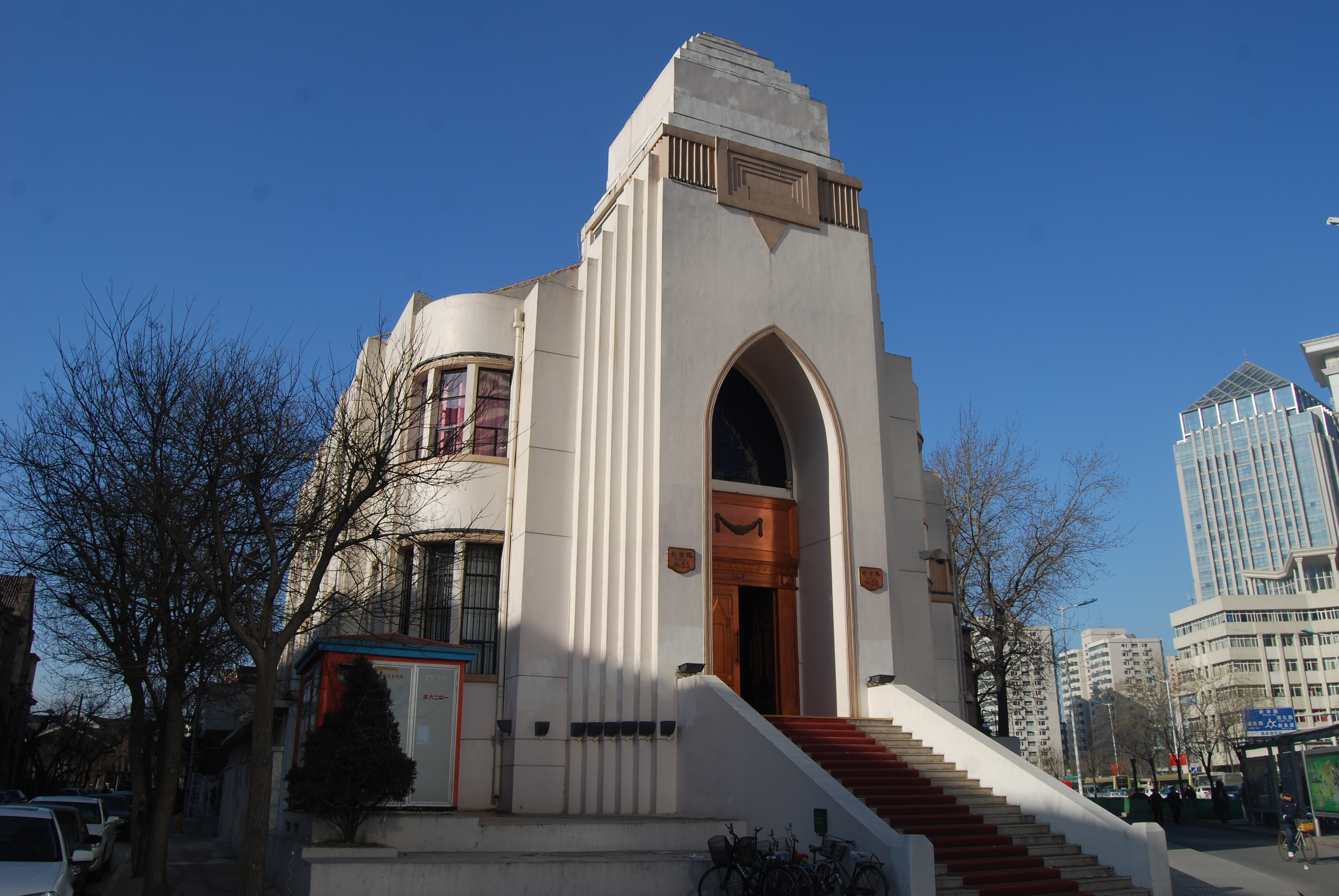
天津犹太移民在英租界建造了犹太会堂

由于犹太移民不断在天津租界内聚集，1905年，犹太教祭司吉利舍维奇在天津创立犹太宗教公会，并在天津英租界租赁房屋作为犹太教堂。至1935年时，天津犹太移民数量达3,500人。1940年9月，天津犹太会堂在天津租界内落成。

### 传媒

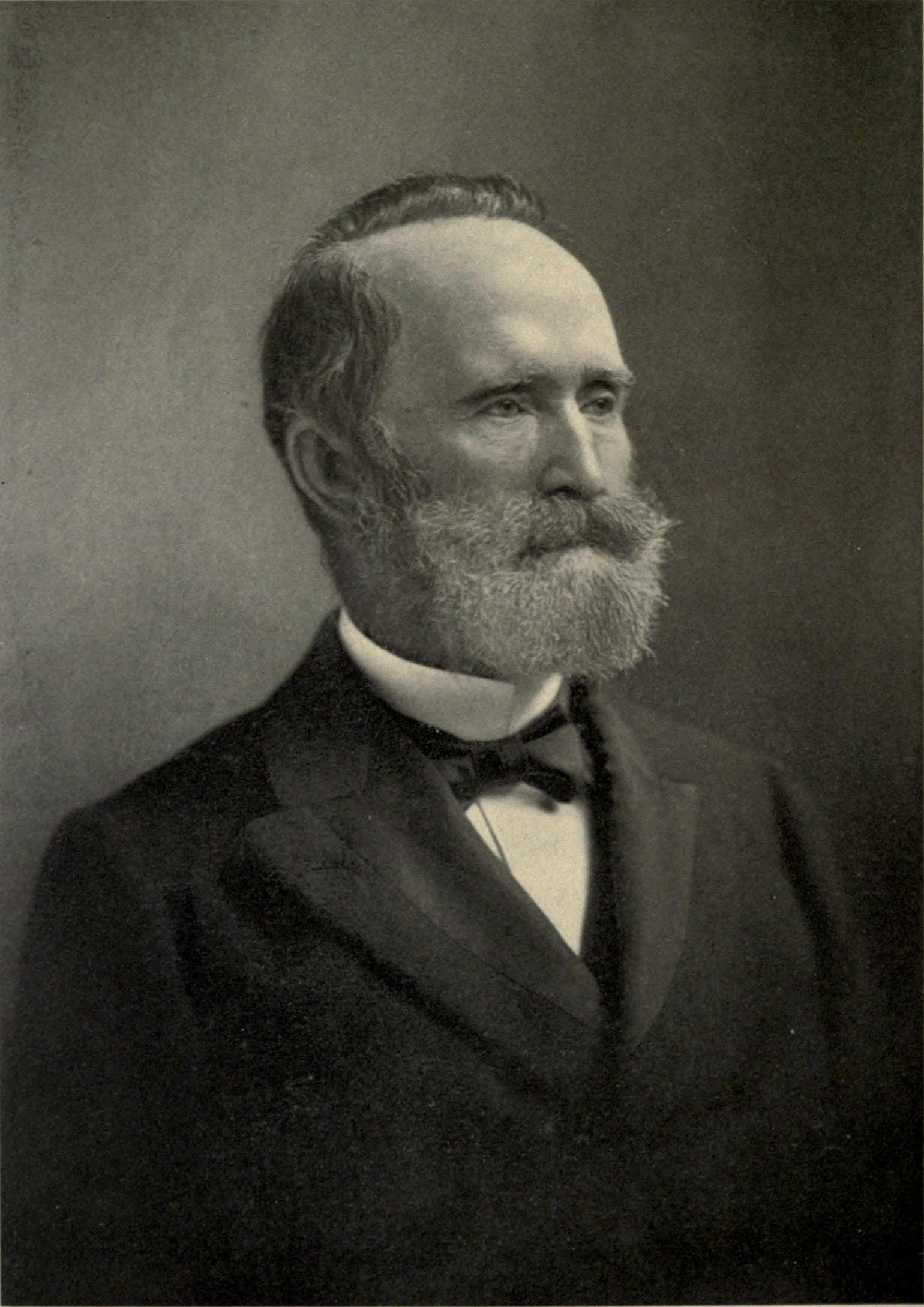
天津《中国时报》主要撰稿人之一丁韪良

在租界的教会和华人推广教育的同时，由洋人创办的报刊杂志也纷纷涌现。1886年11月6日，英籍德人德璀琳创办了天津第一份报纸《中国时报》，最初为英文周刊，撰稿人多为如丁韪良、丁家立等精通中国文化的传教士，最具特色的是其专门翻译刊登中国的新闻、上谕以及“其它一些任何中国报纸都无法与之相比的消息”，在当时被称为“远东地区最好的报纸”。
天津报业中最著名的两份报纸是《大公报》和《益世报》，两份报刊均有深厚的教会背景。《大公报》由天主教徒英敛之于1902年在法租界创办，其宗旨是“开风气，牖民智，挹彼欧西学术，启我同胞聪明”，曾敦促政府推进经济建设、重视经济生活中发生的事件，为经济发展出谋划策，在推动中国现代化进程中起了舆论导向作用。1923年起，《大公报》曾与南开大学经济研究所合作主办了学术专刊《大公报·统计周报》，此后先后更名为《大公报·经济研究周刊》《大公报·经济周刊》，曾发表有关中国经济及世界经济的研究性论文、实地调查报告、统计数据之分析及书评等，于1937年7月21日停刊。而《益世报》则是由天主教天津教区副主教比利时人雷鸣远于1915年创办，这份报在传播天主教教义的同时以“放世界眼光，谋人类幸福”为宗旨，曾提倡个人主义、抨击国民党一党专制。
到20世纪30年代，洋人在天津创办的报纸达40余种，其中绝大多数都有教会背景。报刊杂志在传播新闻的同时，也起到了开民智的作用。19世纪末至20世界初，随着社会各阶层逐渐认识到开民智的重要性，供市民免费阅读报纸、杂志和书籍的阅报处大量出现。到20世纪30年代初，天津有近30家中外通讯社，发行报纸30余种，总发行量超过29万份，本地发行达18.7万份。如果按当时天津有阅读能力的人计算，日均2.5人就拥有一份报纸。此外，还有多如牛毛的各种小报。

### 文学

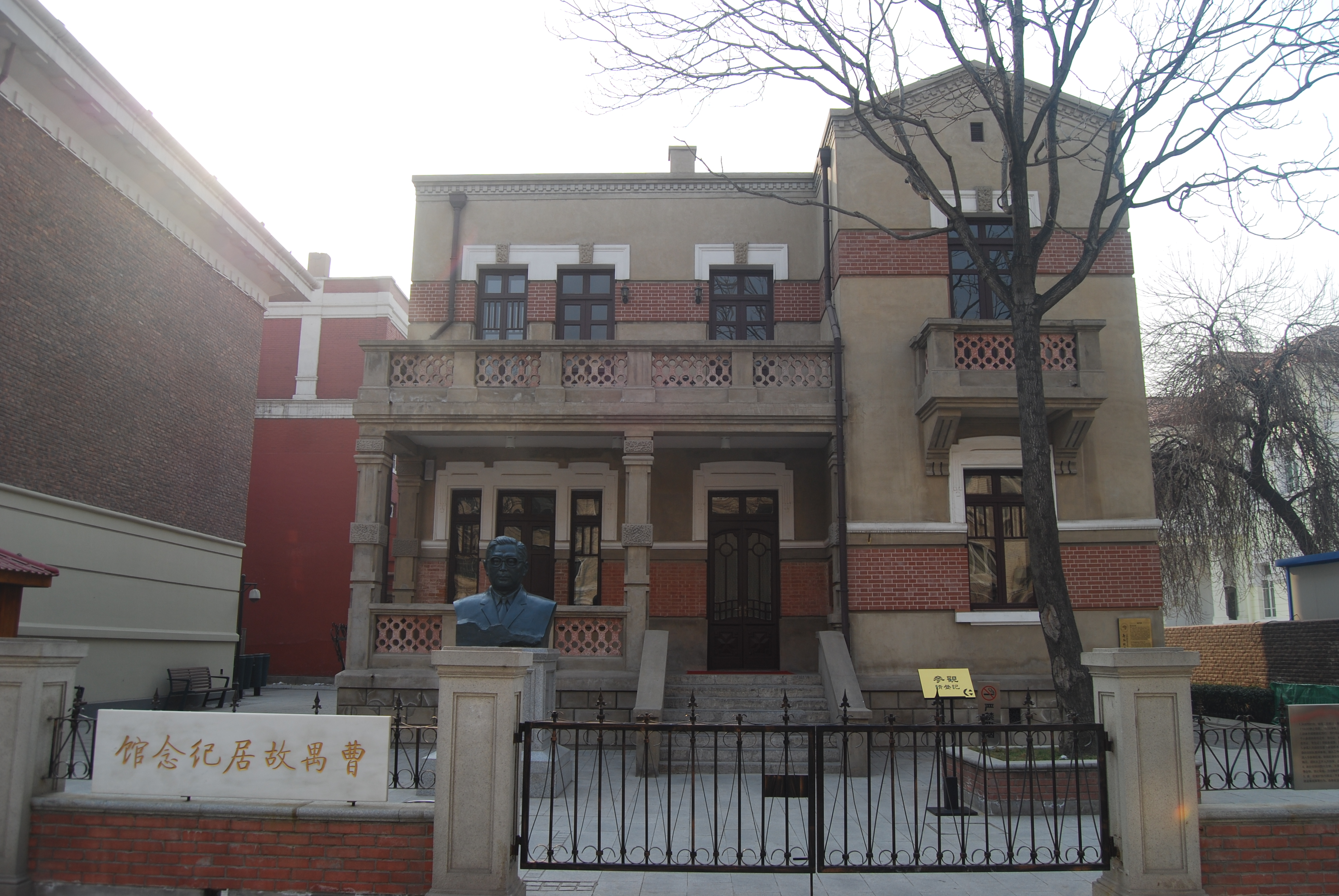
剧作家曹禺位于天津意租界的故居，其作品《雷雨》便是在天津租界内取材

从租界向外延伸的报刊事业的繁荣，使天津成为近代中国北方传媒的中心，同时对提高天津市民的文化素质也有所助益。报刊发行的繁荣昌盛，也极大地推动了文学的发展。《大公报·文艺》《益世报·语林》等报纸副刊，为当时在天津的许多作家、文学青年提供了很好的平台，他们翻译西方的文学作品，进行自己的文学创作，形成一种“世界文学”的氛围。居住在天津意租界的剧作家曹禺创作的《雷雨》等作品便是以天津的租界生活作为背景的。曾获诺贝尔文学奖提名的日本小说家谷崎润一郎在1918年造訪天津时，被当时天津独特的城市空间与都市文化所感染，他的小说《一个漂泊者的身影》就是以天津的法租界为背景。在文学想象上，天津租界也产生了长期的影响。天津租界发展造成天津固有的城市定位、空间结构、古典诗境被修改，当涉及租界与华界、中与西、新与旧的文化关系时，天津作家的文学想象多受制于政治民族主义，使"中国人的天津"与"外国人的天津"并未实现文化的大融合，从而引发文学想象中的“两个天津”的现象。

## 租界的研究与遗存

### 学术研究
租界研究是社会史研究领域的一个重要分支，也是建筑史研究的一个重要方向。英国布里斯托大学成立了“九国旗帜下的天津”跨国学术组织，主要研究天津九国租界。作为天津本地高校的教学及学术研究机构，南开大学历史学院则对天津租界的历史等方面保持长期研究，天津大学建筑学院对天津租界的形态演变、空间解析及建筑风格等方面保持着长期研究，并成立了天津大学中国文化遗产保护国际研究中心以原天津租界内的文化遗产为重要研究对象，天津社会科学院亦对天津租界多有研究。
1960年代，天津大学建筑系卢绳教授编写的《天津近代城市建筑简史》是最早研究天津租界内建筑的学术著作之一，成书时间在唐山大地震之前租界建筑保存最完整的时期，在日后对天津租界建筑的研究上有重要影响。1980年代，在日本丰田赞助下，中国近代建筑史研究会、日本亚细亚近代建筑史研究会合作编撰《中国近代建筑总览》选定了中国16个近代典型城市进行普查，而《中国近代建筑总览·天津篇》是唯一一本有中日双语并附英语摘要并在日本发行的著作，研究工作开展于1987－1988年，较为完整的记录了1980年代末以原天津租界内为主的天津的近代建筑状况。西南大学文学院等高校曾在国家社会科学基金项目“民国城市的文学想象与民族国家观念的建构研究”支持下，对天津租界发展造成天津固有的城市定位、空间结构、古典诗境被修改从而引发文学想象中的“两个天津”进行研究。

### 保护

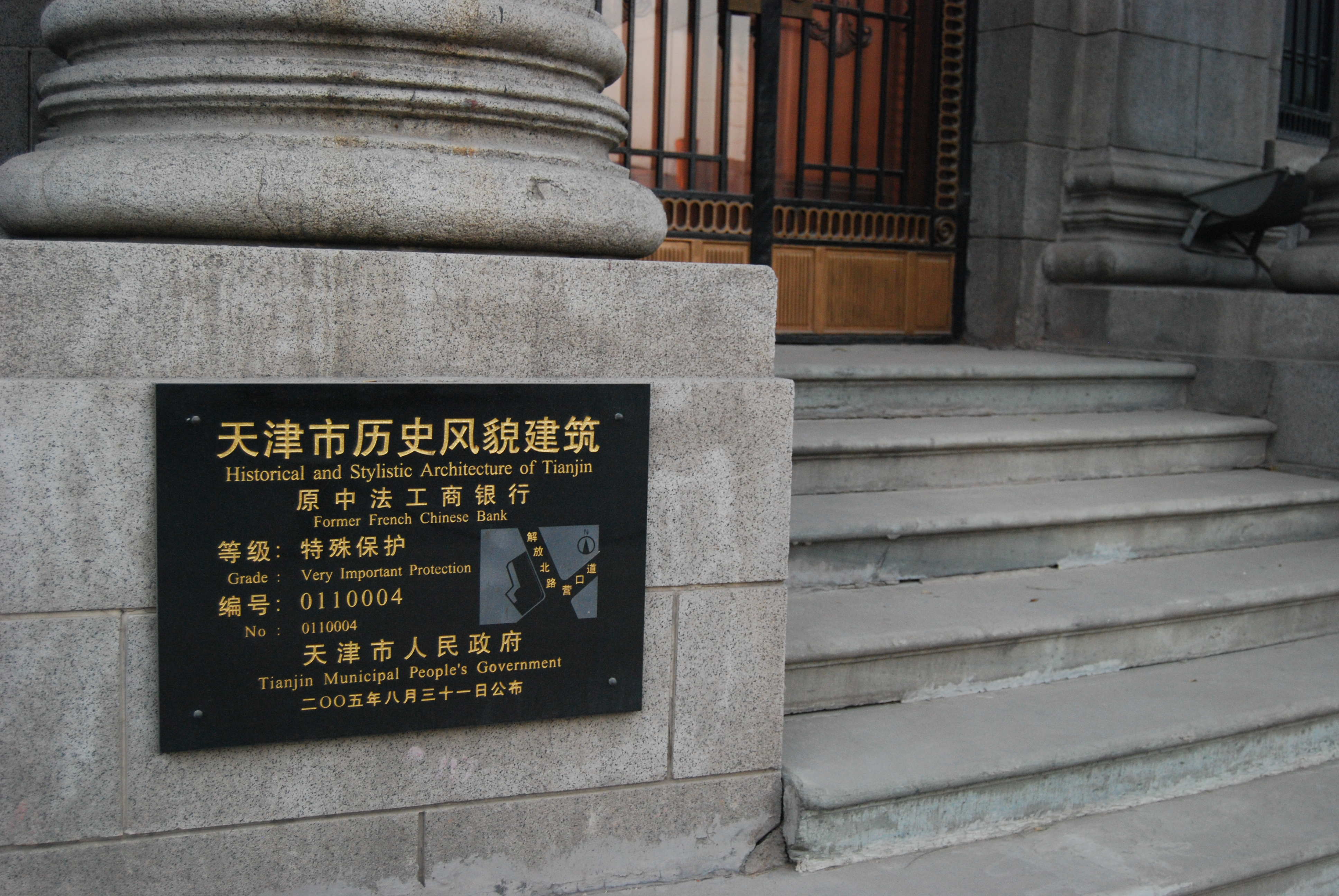
作为历史风貌建筑得到保护的租界建筑将被授予铭牌

天津近代各国租界中建设了各国国家的多个时代风格样式的建筑。如同四合院之于北京，建设于租界内的小洋楼是天津近代建筑的象征。在中国政府接收各国租界后，租界内的建筑得到了不同程度的保留，使得如今的天津市中心城区的原租界区域依旧保留着百年前的道路格局和各式洋楼林立的建筑风格。
1991年，关于原天津意租界的保护和更新的课题得到了国家自然科学基金的支持。1996年11月20日，天津利顺德饭店旧址作为天津英租界的代表性建筑最早被列入第四批全国文物保护单位。随后，天津劝业场大楼被列入第五批全国文保单位，原法租界盐业银行旧址、法国公议局旧址、原意租界梁启超旧居被列入第六批全国文保单位，原意租界马可·波罗广场建筑群、天津五大道近代建筑群、天津工商学院主楼旧址被列入第七批全国文保单位。特别是2013年马可·波罗广场建筑群、天津五大道近代建筑群被列入全国文物保护单位名录，令上百座原租界内的建筑得到中国对不可移动文物所核定的最高级别的保护。在作为文物保护单位进行保护的基础上，天津市已经立法将包括原租界内无论是否被定为文物的古建筑均陆续收编为天津市历史风貌建筑加以保护，并对旧街区重新整饬、修复成为异国风情区。

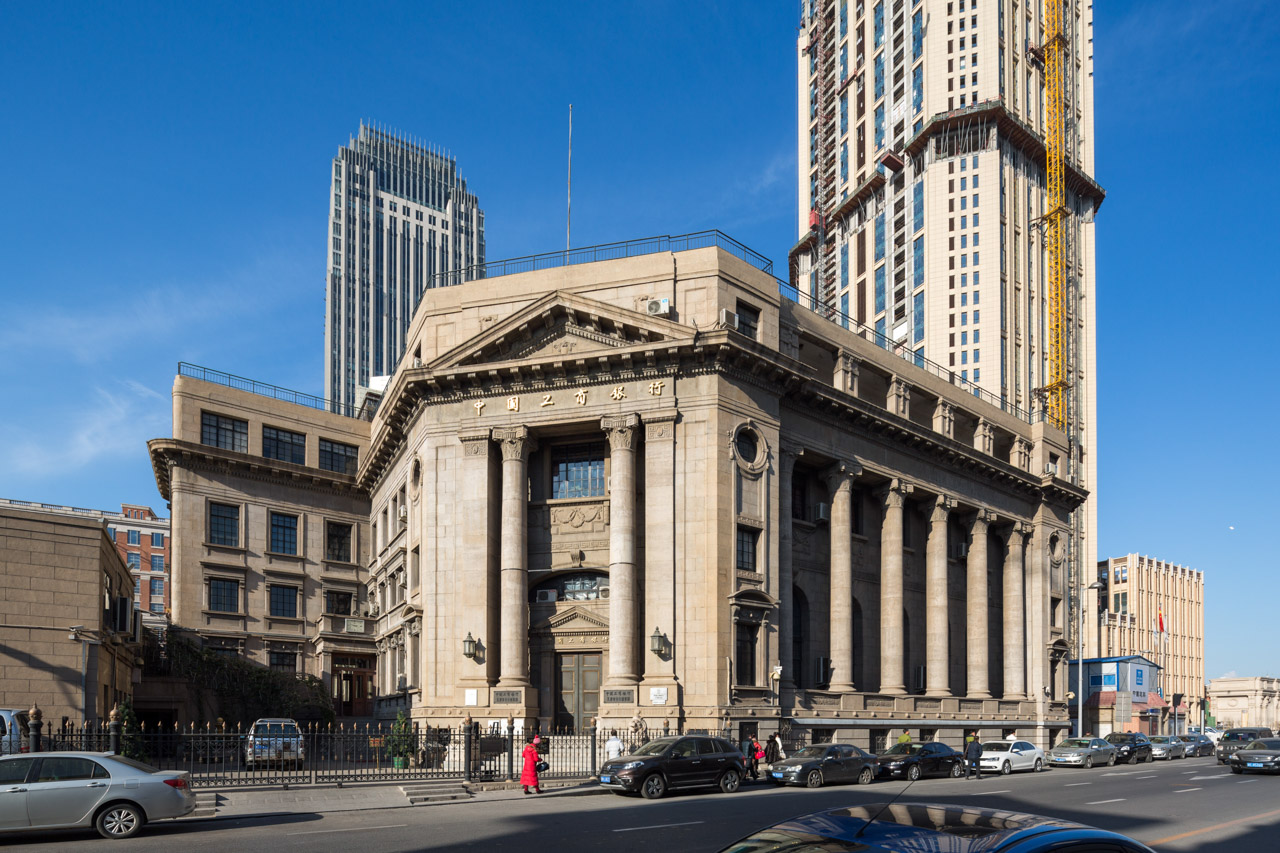
2008年险被拆除的全国文物保护单位盐业银行旧址

### 破坏
1976年的唐山大地震是对天津租界的建筑遗存最大规模的不可抗力破坏，原天津英租界工部局戈登堂等标志性建筑在这一时期部分损毁，合众会堂等建筑则严重毁损被拆除。

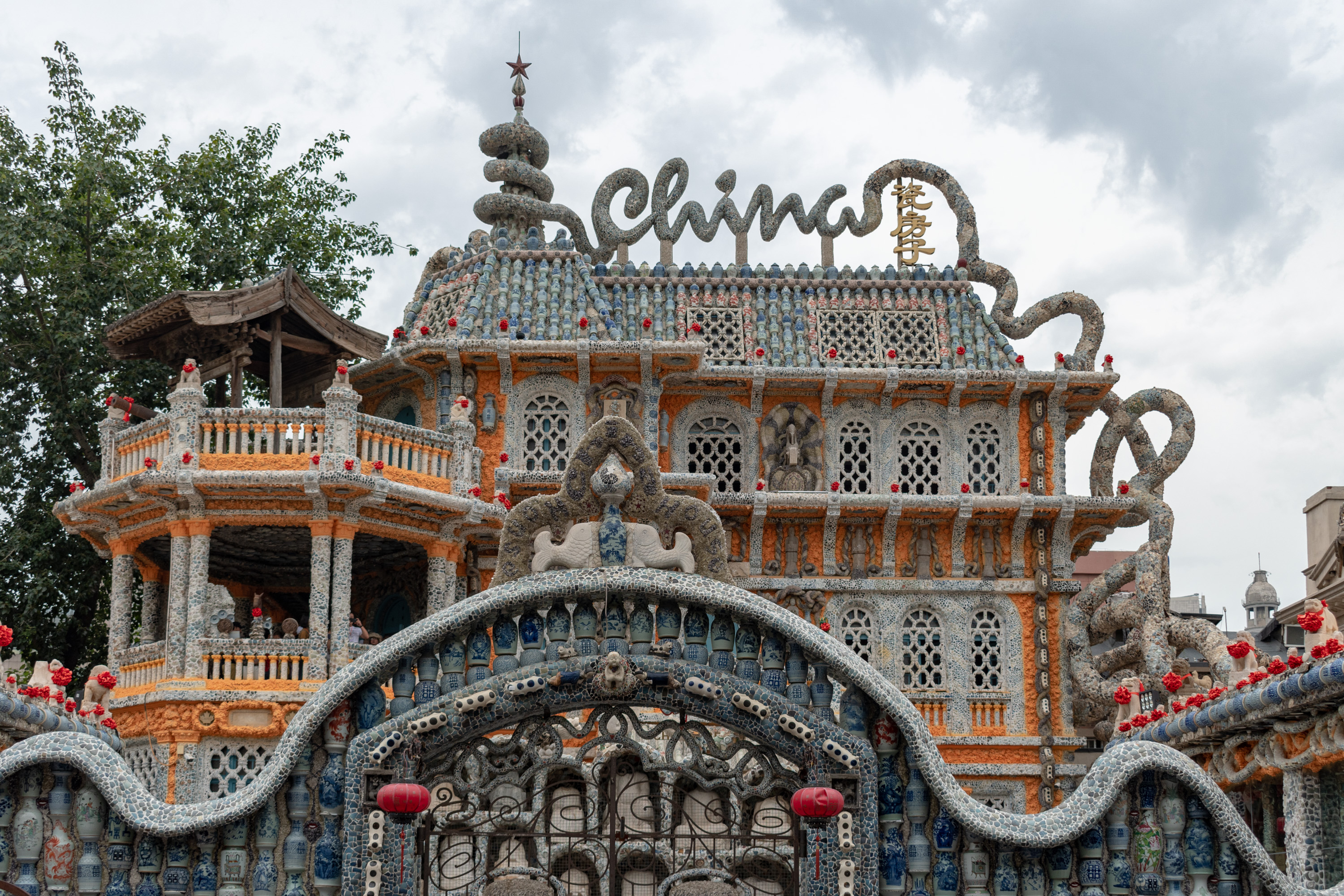
遭到张连志擅贴瓷片故意破坏的黄荣良故居

虽然有《中华人民共和国文物保护法》等法律及《天津市历史风貌建筑保护条例》等规章在制度上对原租界内的文物、历史风貌建筑进行保护，但建筑遗存遭到破坏的事件仍偶有发生。2002年，天津粤唯鲜文化产业投资集团总裁张连志买下黄荣良故居并对其外延进行大规模改造，贴上瓷片。尽管该建筑被列入天津市历史风貌建筑，但仍无法阻止张连志破坏历史建筑的行为。2008年5月起，在修建津湾广场时，已于2006年列入全国文物保护单位名录的盐业银行旧址的铸铁围栏、灯柱等附属文物以及原农机公司大楼被整体拆除，盐业银行文物整体已经事实上遭到破坏，遭到民众举报。直至2008年8月6日国家文物局向天津市人民政府办公厅发出《关于请督促处理全国重点文物保护单位盐业银行旧址遭破坏事件的函》之后，责令恢复原状。而天津市历史风貌建筑保护的力度难以与文物保护相当，因事故而被破坏的风貌建筑仍然难以追究责任，如2009年9月23日因天津地铁三号线建设而倒塌的DD饭店大楼等。

### 更新与开发

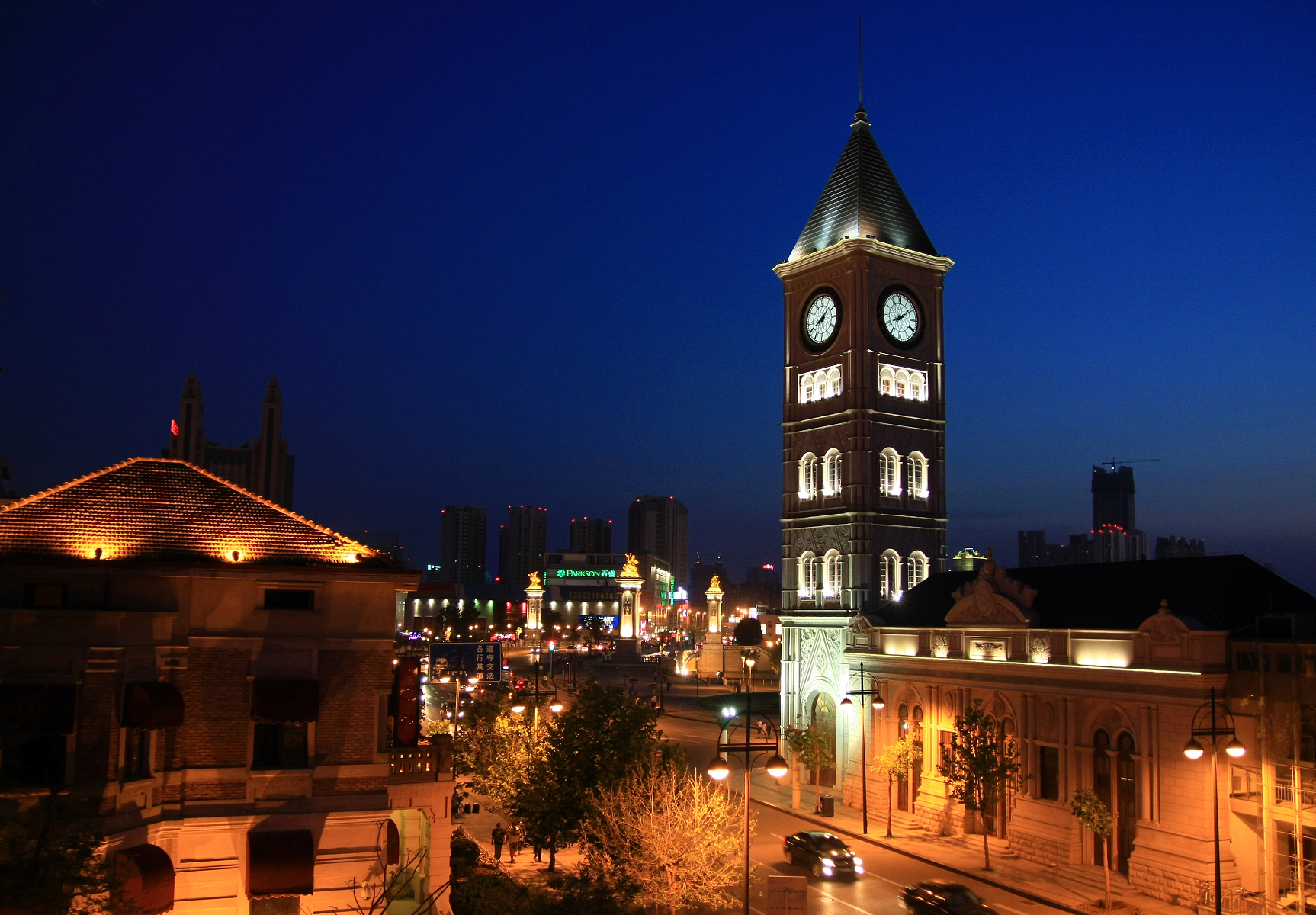
修缮后的意式风情区

1999年，天津市决定与意大利合作开发天津意大利租界，建立中国·天津海河意式风情区。2002年10月，天津市政府决定实施海河综合开发建设，并对海河两岸的原租界地区进行修复与开发。天津市政府出资成立天津市海河风貌建设发展有限公司开始对原天津意租界、奥租界等所在地域的历史街区进行拆迁、修复和开发，并依据原租界地建筑风格分别命名“天津意式风情区”“天津奥式风情区”等，其中意式风情区又名“新·意街”。新意街一期工程于2005年完成修缮并招商引资，2008年对外接待游客，在先后进行第三期修缮工程后，已被评为中国国家4A级旅游景区。2010年3月起，天津市开始在原天津英租界以解放北路为核心，对泰安道及周边地区的历史街区进行修缮并建设配套建筑，将形成泰安道英式风情区，该工程已于2011年成型。2013年，先农大院经过长达7年的整理和修缮对外开放为餐饮街区和公共艺术广场。此外，原德租界、法租界等的相关租界的历史街区也陆续开发成为天津市具有代表性的旅游资源。

### 影视作品
租界建筑和街区由于得到保护和修缮，已经成为众多导演和电影的取景地。导演黄建新曾表示天津的租界“建筑保存得很完整……非常有特色，甚至比上海的还要丰富、还要完整。”《梅兰芳》《非常完美》《建国大业》《风声》《重返20岁》等影片在原天津意租界、英租界和法租界等地取景。2014年10月6日，中央电视台纪录片频道首播的纪录片《五大道》以天津英租界扩展界（今五大道）为载体，记录和呈现天津租界的历史。
- 利顺德大饭店夜景
- 海河畔的天津英式风情区
- 天津法租界劝业场
- 天津日租界武德殿
- 天津意租界意大利兵营

## 相关著作
- O.D.Rasmussen(雷穆森). . 天津: 天津印字馆. 1925 （英语）.
- O.D.Rasmussen(雷穆森). . 许逸凡、赵地翻译，刘海岩校订. 天津: 天津人民出版社. 2008. ISBN 9787201060880 （中文）.
- 天津市档案馆. . 天津: 天津人民出版社. 2022. ISBN 9787201121420.
- 天津市档案馆. . 天津: 天津古籍出版社. 2013. ISBN 9787552800678.
- 天津市档案馆，南开大学分校档案系. . 天津: 天津人民出版社. 1992-04. ISBN 7201005448.